# Cliveden
Cliveden è una grande e antica residenza di campagna britannica. È situata nelle immediate vicinanze di Londra, in una vasta tenuta nei pressi di Taplow, nel Buckinghamshire. Si estende per 152 ettari e si affaccia sulle rive del Tamigi. L'elegante conformazione del suo palazzo richiama i modelli architettonici delle ville italiane del '500 ovvero il cosiddetto stile italianeggiante.

## Storia

### George Villiers, II duca di Buckingham e le origini (1666 - 1696)

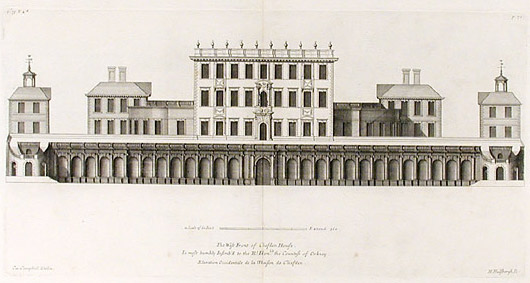
Cliveden nel 1666

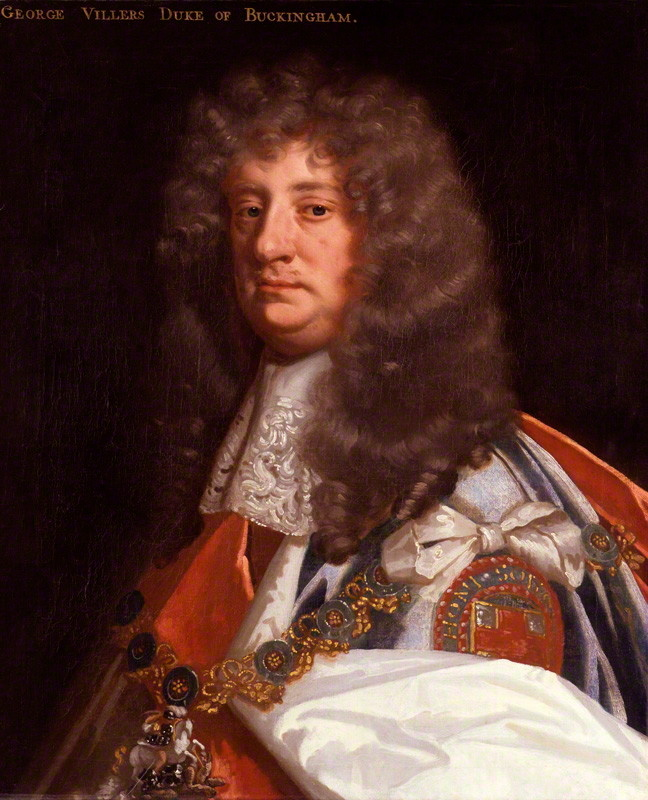
George Villiers, duca di Buckingham

La originaria villa di Cliveden fu costruita nel 1666 su progetto dell'architetto inglese William Winde. Fu commissionata da George Villiers, II duca di Buckingham, facoltoso personaggio e influente uomo politico dell'epoca. Il sito su cui sorge l'imponente costruzione era appartenuto alla antica famiglia medioevale dei Clyveden e successivamente alla famiglia Mansfield, le cui precedenti dimore furono demolite.
Il complesso sorgeva su un vasto sperone roccioso ed era composto da tre piani. Insisteva su un ampio terrazzamento sostenuto da un'ininterrotta teoria di portici, lungo tutto il perimetro della costruzione. Era escluso il lato nord, dove si apriva l'ingresso dell'imponente palazzo.
Sul lato sud, davanti al parco, la terrazza raggiungeva i 120 metri di lunghezza e aveva una profondità di oltre 6 metri.
Anche il tetto costituiva una superficie calpestabile, da cui era possibile godere di una vista panoramica a 360 gradi al di sopra della vegetazione arborea, fino a raggiungere con lo sguardo vaste parti del Buckinghamshire e del Berkshire, tra cui il castello di Windsor.
Prospiciente all'edificio, un ampio giardino procedeva fino a giungere a una zona boschiva, che digradava dolcemente sulle rive del Tamigi. Tale conformazione non era tuttavia stata sempre così. In origine, infatti, di fronte al luogo dove è poi stato costruito il palazzo, il terreno digradava in modo ripido, per una lunga e impervia scarpata, fino a raggiungere il fiume. Il duca di Buckingham con un'impresa ciclopica per quei tempi fece spostare dal lato nord tonnellate di terra fino a formare una piattaforma estesa per oltre trecento metri..
Lo scrittore e giardiniere John Evelyn riportò sul suo famoso diario le impressioni che ebbe nel corso di una sua visita alla tenuta del duca di Buckingham, ipotizzando che "nessun altro luogo poteva rendere così chiara nell'immaginazione, la rappresentazione romantica e poetica di una natura incontaminata". Paragonò la casa alla villa Aldobrandini di Frascati e annotò che dalla terrazza si poteva godere di una vista fino all'orizzonte, "tra il chiostro e i giardini, attraverso i viali del grandioso bosco, fino ai sinuosi meandri del Tamigi".

### George Hamilton I, conte di Orkney e i suoi eredi (1696 - 1824)

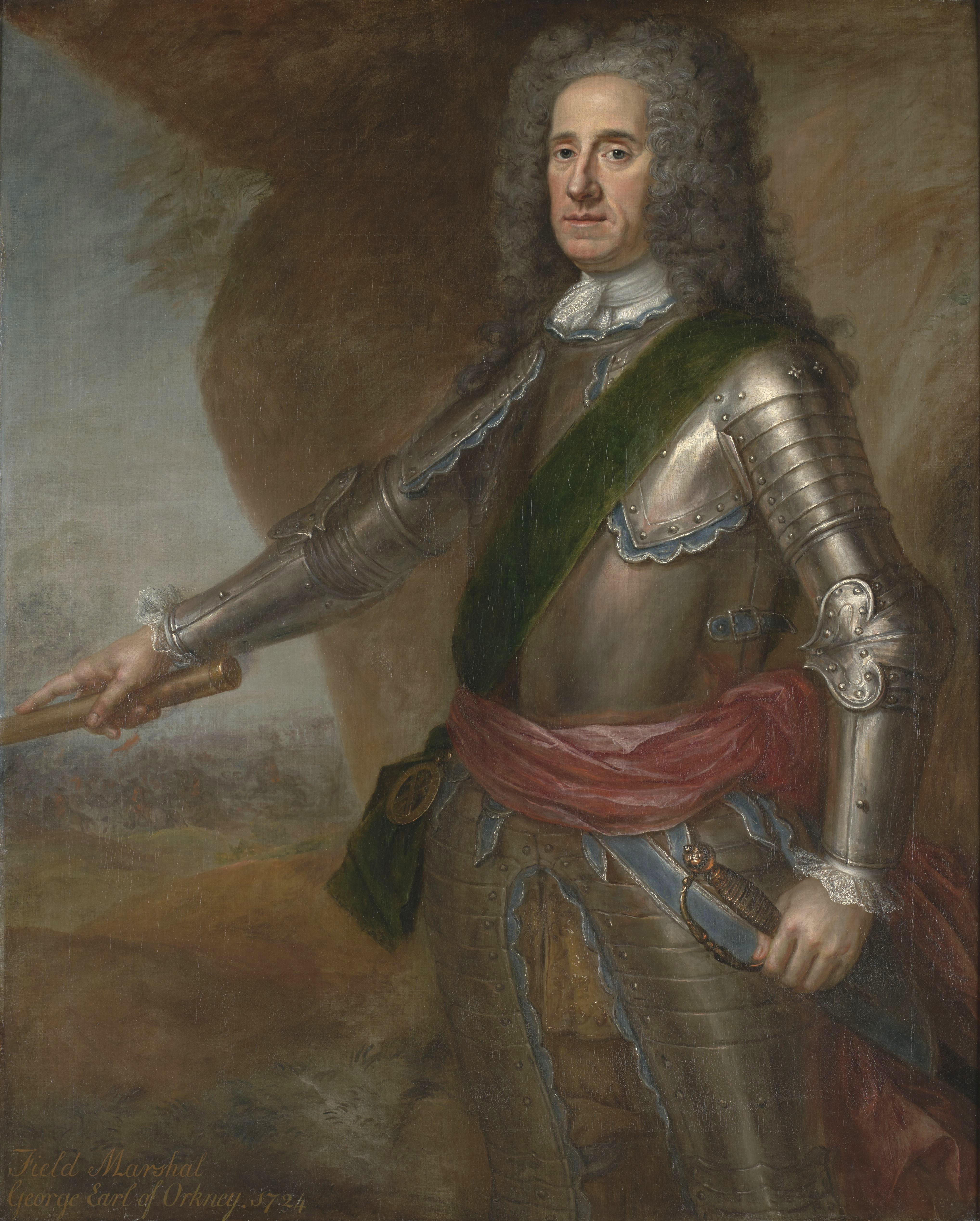
George Hamilton, Conte di Orkney

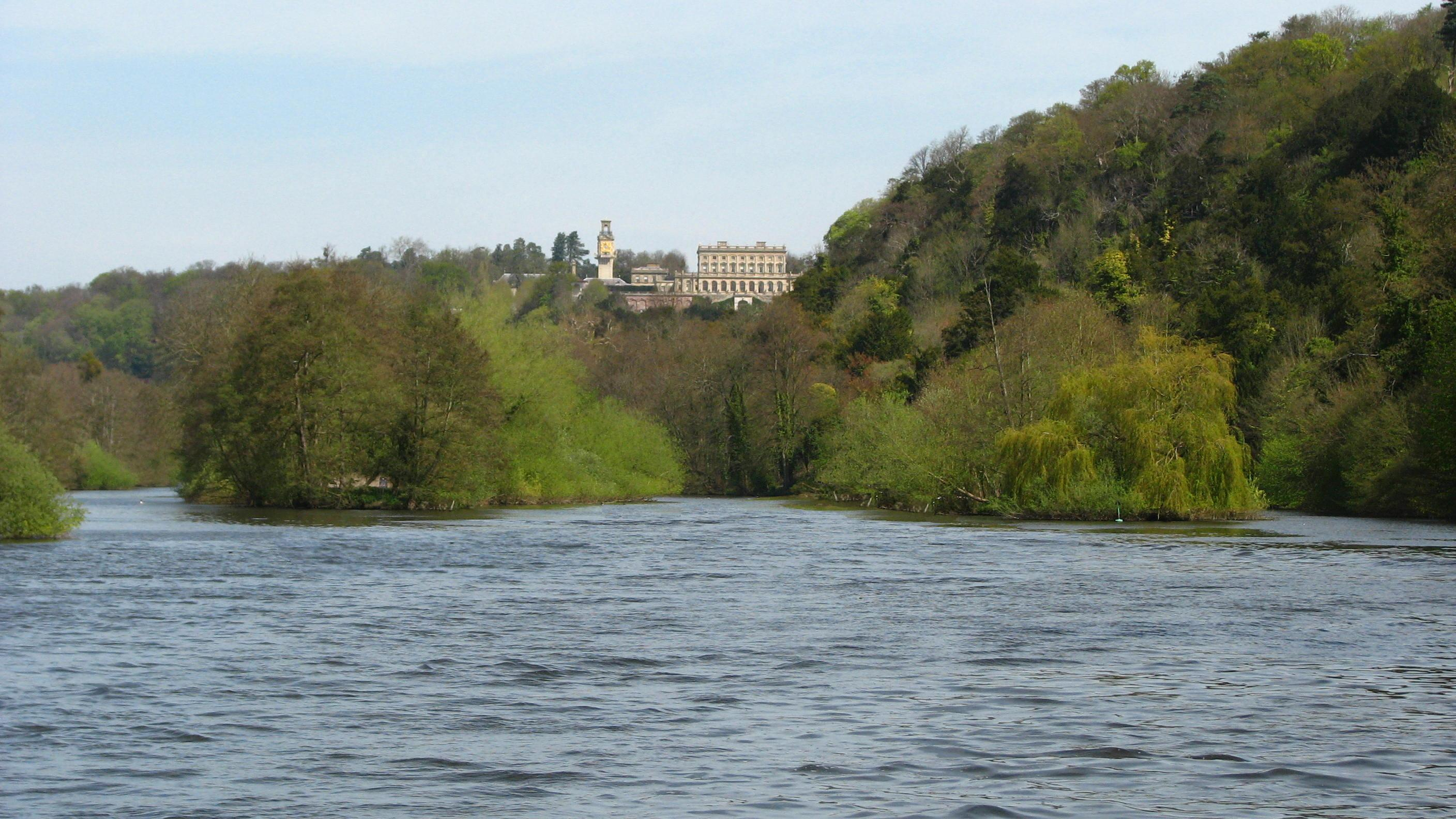
Cliveden, la tenuta vista dal Tamigi

Durante gli ultimi anni della burrascosa vita di Buckingham la residenza di Cliveden fu poco frequentata e non avendo il duca legittimi eredi, alla sua morte, avvenuta nel 1687 rimase disabitata fino al 1696, quando fu acquistata da George Hamilton, I conte di Orkney. Quest'ultimo, divenuto poi Maresciallo di campo, il più alto grado militare nell'esercito del Regno Unito, era un ufficiale scozzese, e per questo motivo quasi sempre impegnato in campagne militari. Tuttavia nel poco tempo a disposizione, recò importanti migliorie e modifiche, sia all'edificio principale che al parco.
Affidò i lavori all'architetto Thomas Archer, Il quale adornò il fronte nord del palazzo con due nuove ali unite all'edificio principale tramite due corridoi semicircolari. La nuova corte così strutturata ritrovò l'ingresso della casa al centro di un'articolata scenografia, in linea con le imponenti dimensioni del complesso.
All'architetto veneto Giacomo Leoni commissionò la costruzione nel parco di alcuni edifici in stile palladiano, di cui ci sono pervenuti il tempietto ottagonale e il padiglione Blenheim. Infine all'architetto di giardini Charles Bridgeman diede l'incarico di tracciare percorsi per vivere la suggestione naturalistica della tenuta, con la creazione di boschetti, alternati a piccoli spazi, laghetti, fontane e giochi d'acqua.
Sempre allo stesso architetto fu dato l'incarico di costruire un piccolo anfiteatro, strettamente naturale, le cui gradinate furono realizzate in terrapieno e ricoperte da uno strato erboso in perfetta sintonia con il resto dell'ambiente.
Nel 1737, alla morte del proprietario, la vedova decise di dare in affitto la proprietà.

#### Federico Luigi di Hannover, principe di Galles (1737 - 1751)

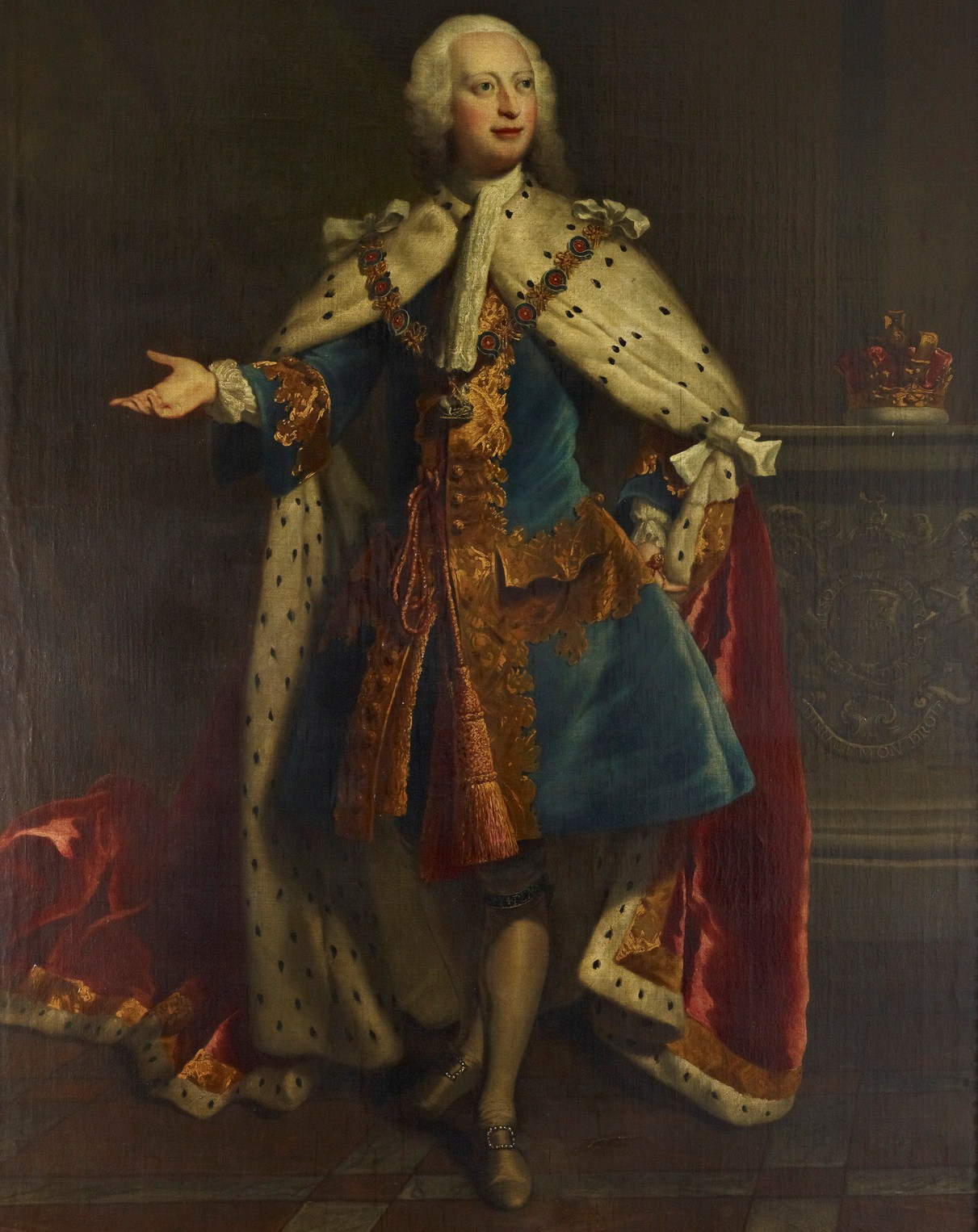
Federico di Hannover, principe di Galles

Per quindici anni Cliveden ospitò Federico Luigi di Hannover, che prese la tenuta in affitto per viverci con la sua famiglia, separato dalla corte a causa dei suoi dissidi con il padre. Qui passarono la loro infanzia i numerosi figli, tra cui il futuro re Giorgio III. L'amore del principe di Galles per la musica e la pittura introdussero nel luogo un'atmosfera culturale e mondana che non era mai stata presente in passato.
Nel 1740 nel teatro naturale progettato da Bridgeman si tenne la prima rappresentazione dell'opera Alfred di Thomas Arne, il cui finale Rule, Britannia!, divenne poi il più noto canto patriottico britannico.
Alla morte del principe di Galles avvenuta nel 1751, la famiglia lasciò la villa, che ritornò agli Hamilton.

#### L'incendio del 1795
Cliveden fu per un breve periodo abitata da Anne Hamilton, II contessa di Orkney. Alla sua morte nel 1756, passò ai successivi eredi, che la tennero fino al 1795, quando la grande villa fu completamente distrutta da un devastante incendio causato probabilmente dall'incuria di alcuni domestici.
Della grande struttura voluta prima dal duca di Buckingham e poi dal conte di Orkney rimase solo il vasto terrazzamento e l'ampio porticato che lo sosteneva, mentre rimasero integre le ali esterne e le costruzioni palladiane erette nel parco. Gli onerosi investimenti necessari al ripristino della proprietà costrinsero i proprietari ad abbandonare il luogo, che rimase semideserto fino al 1824, anno in cui Mary, quarta contessa di Orkney, dopo 128 anni in cui il complesso era appartenuto alla famiglia, decise di venderlo.

### Sir George Warrender (1824 - 1849)
Uomo sobrio, colto e raffinato, membro della Royal Society, detentore di diversi incarichi pubblici, nonché parlamentare del regno, George Warrender, IV baronetto, subentrò nella proprietà e affidò il restauro all'architetto scozzese William Burn. Fu ricostruito un palazzo meno imponente del precedente, che si articolava su due piani. Nelle intenzioni del proprietario doveva essere destinato a ricevimenti di grande spessore. Tuttavia la dimora non fu abitata in modo continuativo e anche in questo caso, alla morte di Warrender,  gli eredi decisero di venderla.

### I duchi di Sutherland e di Westminster (1849 - 1893)

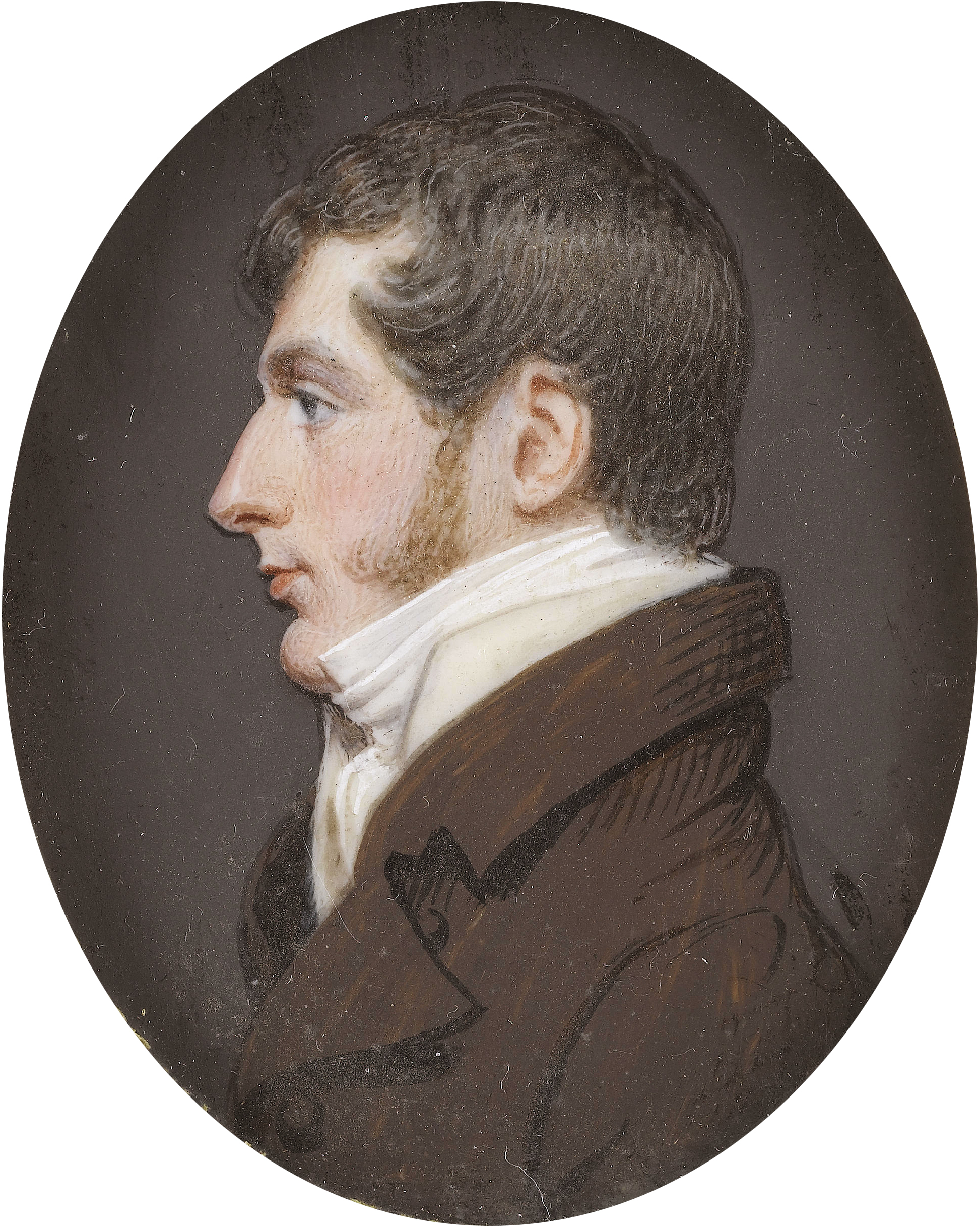
George Granville Sutherland-Leveson-Gower, II Duca di Sutherland

Gli eredi Warrender, nel 1849, trovarono come pronto acquirente il II duca di Sutherland, un gentiluomo inglese dotato di grandi mezzi finanziari.
Diede inizio a una grande opera di migliorie e abbellimento, ma dopo soli sei mesi dal suo ingresso, Cliveden fu nuovamente interessata da un altro rovinoso incendio. 

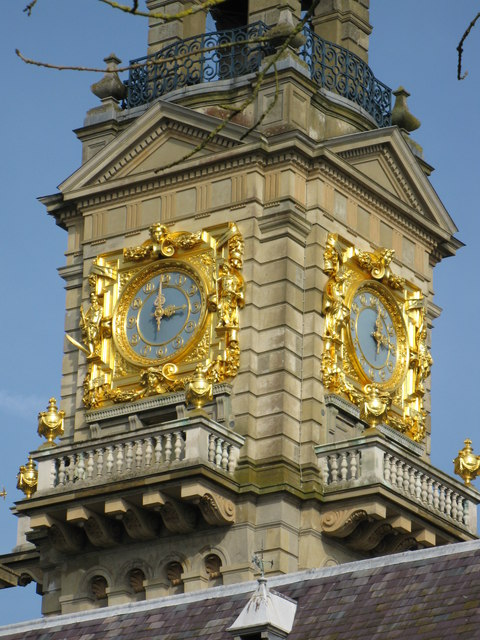
La torre dell'orologio

Il duca decise subito di affidare i lavori di restauro al famoso architetto Charles Barry , che rifacendosi alle precedenti strutture progettò un grandioso palazzo, ispirandosi anch'egli ai modelli rinascimentali delle ville italiane del '500. Fu realizzato in cemento romano, con l'aggiunta di elementi decorativi in terracotta quali balaustre, capitelli, chiavi di volta e pinnacoli. I lavori furono portati a termine in breve tempo e dal 1851 i Sutherland con i loro undici figli cominciarono ad utilizzarla come residenza di campagna. Durante i periodi festivi diedero inizio ad un periodo di intensa vita mondana a cui partecipò il fiore dell'aristocrazia dell'epoca, richiamando nomi illustri della musica, della pittura e delle cultura. Più volte fu ospite la stessa regina Vittoria.
Nel 1861 fu portata a termine ad opera dell'architetto Henry Clutton la caratteristica torre alta trenta metri, che affianca il palazzo, in cui è inserito un grande orologio ad acqua perfettamente funzionante anche in tempi moderni.
Sempre in questo periodo furono portati a termine altri lavori nella tenuta ad opera di un altro architetto, George Devey. Nella parte boschiva della tenuta sono state realizzate caratteristiche case a graticcio, un piccolo stabilimento caseario e una darsena sul Tamigi.
Alla morte di Sutherland avvenuta nel 1861, la famiglia continuò ad abitare la casa fino al 1868. Quando anche la vedova lady Harriet Howard morì, la figlia lady Constance Gertrude insistette presso i fratelli affinché la proprietà fosse venduta al marito Hugh Grosvenor, che poi divenne il I duca di Westminster.
Durante gli anni dei Westminster, Cliveden continuò la sua stagione di mondanità. Per un certo periodo il duca ospitò anche il famoso pittore preraffaelita John Everett Millais e la sua famiglia, mettendo loro a disposizione uno dei cottage della tenuta.
La ristrutturazione di Cliveden aveva avuto nel duca di Sutherland il più grande protagonista ed ancora nel XXI secolo la conformazione è rimasta pressoché intatta, tuttavia anche il duca di Westminster volle dare una sua impronta alla grandiosa costruzione, aggiungendo diversi elementi architettonici sia nel parco che nella casa. Tutti realizzati ancora una volta dall'architetto Henry Clutton. L'intervento più importante fu la porta monumentale aggiunta all'ingresso sul lato nord del palazzo. Nel 1893 l'intera proprietà fu venduta agli Astor.

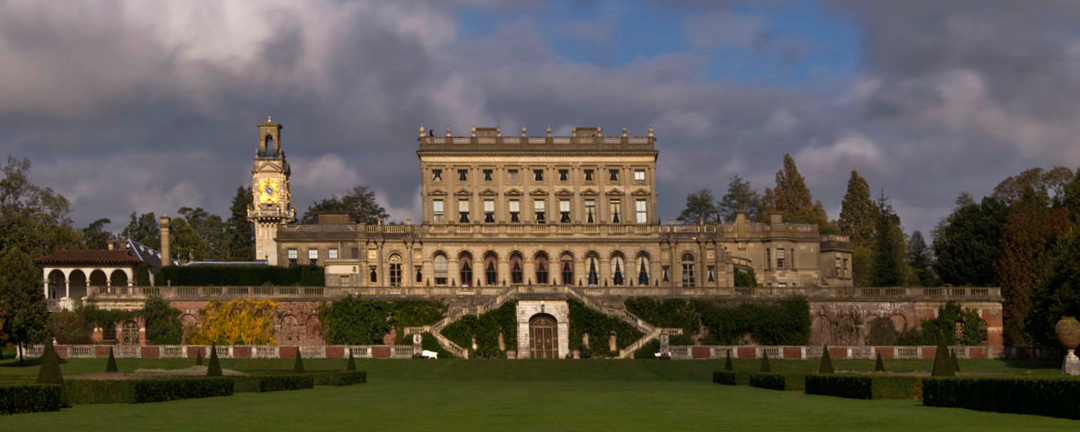
Cliveden in una fotografia moderna. La struttura è rimasta pressoché inalterata rispetto a quella del XIX secolo

### I visconti Astor (1893 - 1966)

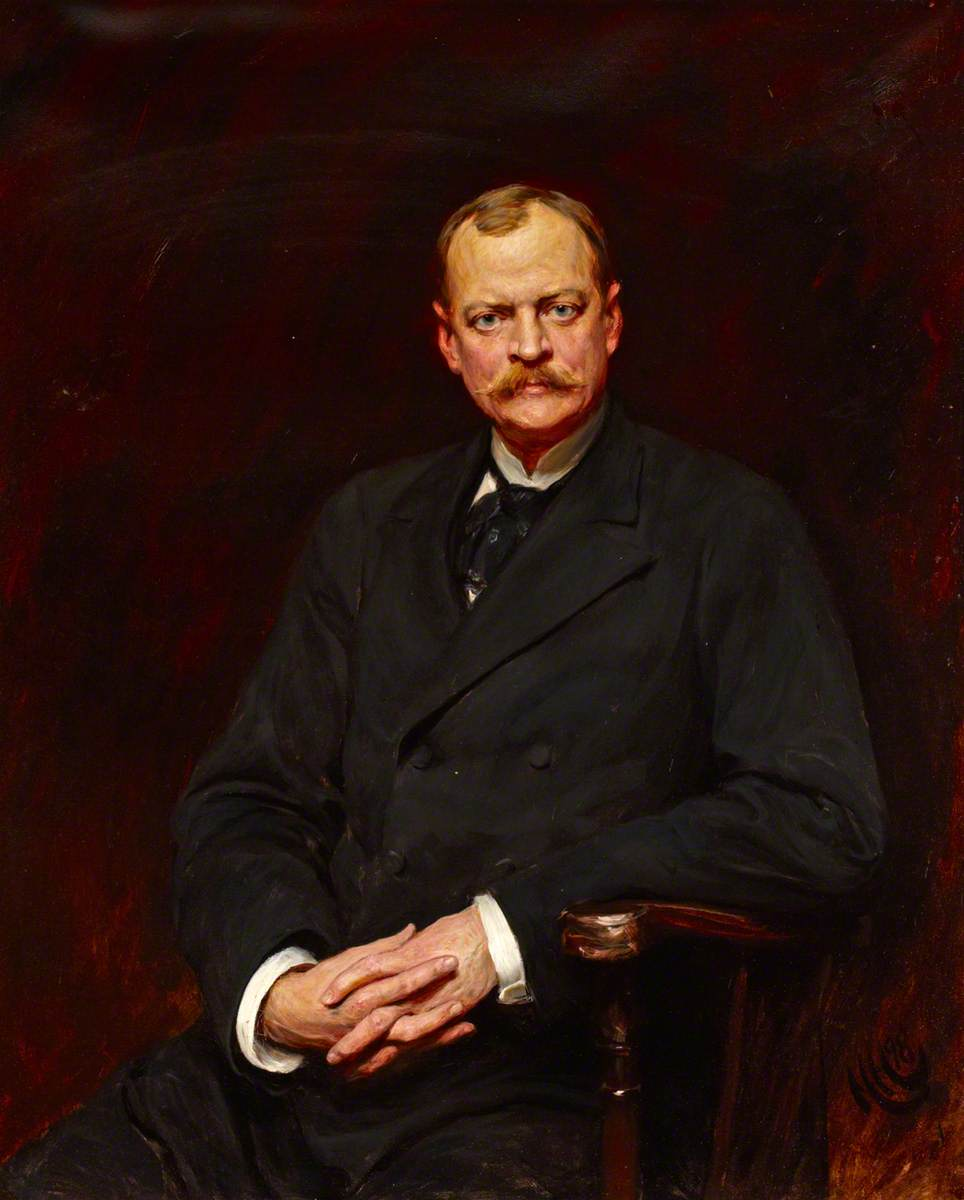
William Waldorf Astor (1848–1919), I visconte Astor

William Waldorf, I visconte Astor, magnate americano di origine inglese, divenne, nel 1893, il nuovo proprietario di Cliveden. Anch'egli apportò notevoli migliorie sia all'interno del palazzo che al parco.

#### Le migliorie all'interno del palazzo
Il I visconte Astor apportò dei cambiamenti radicali all'interno del palazzo. Affidò i lavori all'architetto John Loughborough Pearson. I tre grandi ambienti, che formavano il grande ingresso quadrato e le sale dei ricevimenti al piano terra, furono trasformati in unica vasta sala di rappresentanza di grande effetto scenografico. Le pareti e i soffitti furono interamente ricoperti in legno di quercia, ingentiliti con la scultura di festoni decorativi. Colonne corinzie, anch'esse scolpite nel legno, furono posizionate ai lati delle imponenti finestre affacciate sul parco.
Su un lato della sala fu inserito, in linea con le dimensioni dell'ambiente, un grande camino cinquecentesco, acquistato da William Astor e proveniente da un castello della Borgogna. Fu lasciata la pavimentazione originaria che era costituita da piastre Minton, fabbricate con la tecnica dell'encausto e volute dal duca di Sutherland. Successivamente, nel 1906, questa pavimentazione fu rimossa dalla nuora Nancy Astor e sostituita con lastre di pietra.
Dalla grande sala si accedeva ai piani superiori tramite una scala, costruita sempre in legno di quercia, la cui ringhiera fu intervallata da pilastrini su cui insistevano piccole sculture raffiguranti i precedenti proprietari, opera dell'artista inglese William Silver Frith.
Il soffitto sopra la scala era stato in precedenza impreziosito da un affresco in stile neoclassico dell'artista francese Auguste Hervieu, raffigurante i bambini dei Sutherland. Questo fu l'unico elemento decorativo voluto dai precedenti proprietari, che, per la sua pregevole fattura, gli Astor decisero di conservare.
La cosiddetta sala da pranzo francese è una sala voluta sempre dal visconte di Astor. Prende il suo nome dalle boiseries provenienti dal castello d'Asnières, vicino a Parigi, che fu residenza di caccia di Luigi XV e della marchesa di Pompadour. Furono acquistati da William Astor nel 1897. I pannelli dorati su fondo turchese contengono sculture e dipinti di lepri, fagiani, cani da caccia e fucili.
Sempre al piano terra fu ricavata una sala adibita a biblioteca le cui pareti erano foderate con pannelli di legno di cedro, rinominata confidenzialmente dagli Astor "cigar box" (scatola dei sigari).

#### Le migliorie nella tenuta
Le nuove acquisizioni e migliorie apportate al parco dal I Lord Astor furono molto numerose. Tra le opere d'arte che furono introdotte a Cliveden sono da ricordare la Balaustra Borghese, la fontana dell'Amore, la fontana delle Tartarughe, il Ratto di Proserpina, oltre a numerosi manufatti antichi acquistati prevalentemente in Italia.
Sempre ad opera di William Astor nel 1894 è stato impiantato nel giardino un grande labirinto. Sono state importate alcune piante estranee alla la flora britannica e inoltre è stato introdotto un giardino in stile giapponese, poi conosciuto come il Water Garden, letteralmente "Giardino sull'acqua".

#### Cliveden, centro mondano e filantropico

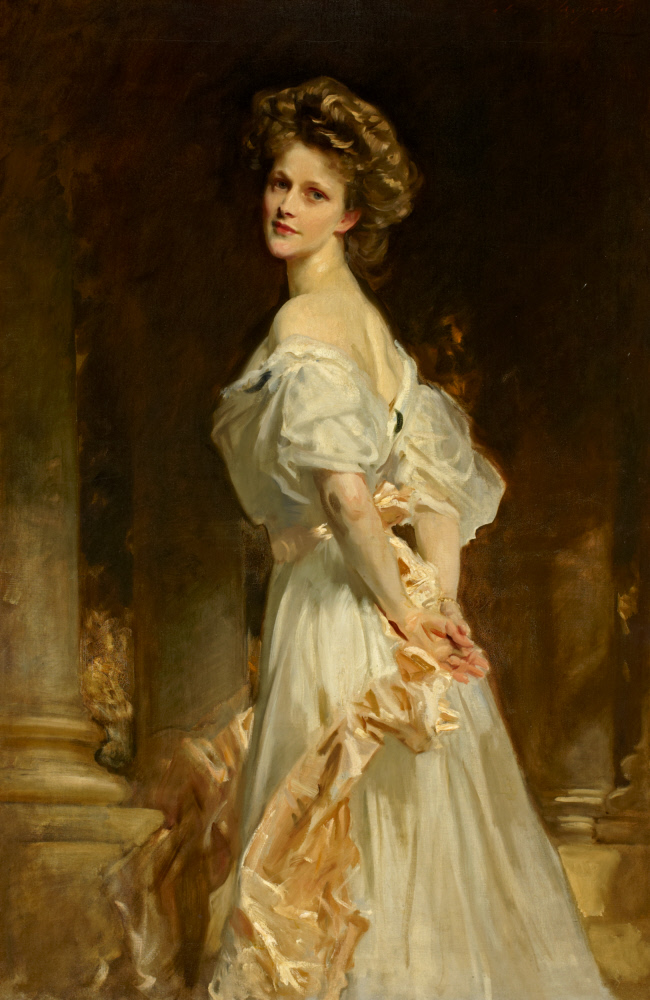
Lady Astor in un ritratto di John Singer Sargent

William Waldorf Astor dimorò a Cliveden fino al 1906, ma non riuscì a beneficiare di tutte le migliorie apportate a causa della prematura morte della moglie, avvenuta subito dopo l'acquisto della loro nuova residenza inglese. Decise di donarla al figlio Waldorf in occasione delle sue nozze con Nancy Witcher Langhorne.

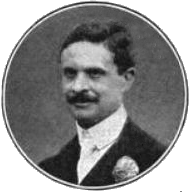
Waldorf, II visconte Astor

Con i nuovi proprietari entrambi parlamentari del regno, Cliveden tornò ad essere luogo di brillanti relazioni pubbliche, con la partecipazione di personaggi di primo piano sia nella politica che nella cultura. La grande residenza offriva, nella sua nuova e moderna concezione, una possibilità di utilizzo del tempo libero, articolata nelle più diverse attività di svago e sportive, come l'equitazione, il tennis, il nuoto, il croquet, congiunte alla pesca sportiva ed il canottaggio sul Tamigi. Tutti elementi che uniti alla generosità dei ricchi proprietari finirono per costituire un elemento catalizzatore di numerosi ospiti internazionali. Il periodo d'oro della Cliveden dell'era Astor fu tra le due guerre, quando nelle feste e riunioni mondane intervennero personaggi come Charlie Chaplin, Winston Churchill, Joseph Kennedy, George Bernard Shaw, il mahatma Gandhi, Amy Johnson, Franklin Delano Roosevelt, Herbert Henry Asquith, Lawrence d'Arabia, Arthur James Balfour e gli scrittori Henry James, Rudyard Kipling, Edith Wharton e molti altri.
Allo scoppio della prima guerra mondiale Waldorf Astor, nell'ambito dell'attività filantropica che caratterizzò questa famiglia, concesse l'uso di alcuni spazi del parco alla Croce Rossa canadese per la costruzione di un ospedale, The Duchess of Connaught Red Cross Hospital, che fu poi smantellato alla fine delle ostilità. Nel settembre del 1939, con l'inizio della seconda guerra mondiale, il II visconte Astor permise, sempre allo stesso ente canadese, l'uso di una parte della tenuta, con un simbolico contratto d'affitto di un scellino all'anno. Il nuovo complesso costruito su progetto dell'architetto inglese Robert Atkinson prese il nome di The Canadian Red Cross Memorial Hospital. Quest'ultimo continuò la sua attività anche dopo la guerra con un reparto di maternità e un'unità di reumatologia fino alla sua definitiva chiusura avvenuta nei primi anni ottanta. Nell'area dell'ospedale fu istituito anche un piccolo cimitero di guerra che ha accolto alcune vittime (soprattutto canadesi) delle due guerre mondiali.

#### The Cliveden set

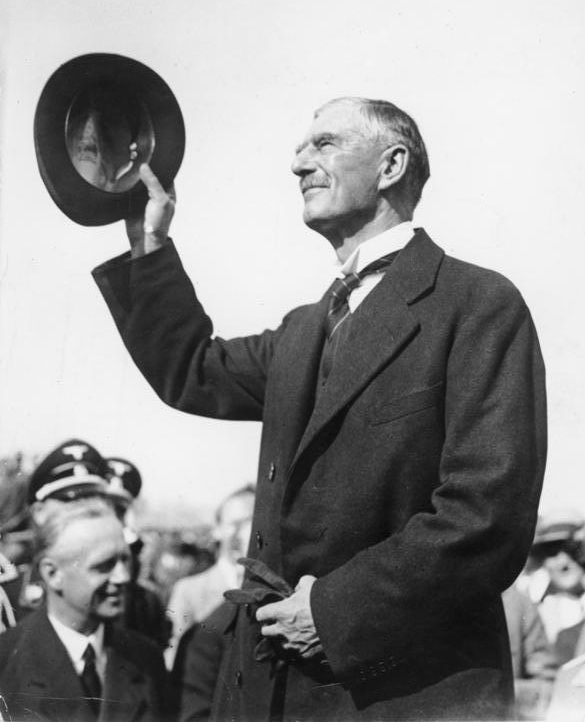
Nevil Chamberlain nel 1938

Nel periodo racchiuso tra le due guerre Cliveden fu centro di un'attività politica di cui principale artefice fu Lady Nancy Astor. Vicina al primo ministro Neville Chamberlain, fu sostenitrice di una politica pacifista, volta a impedire un coinvolgimento della Gran Bretagna in un nuovo conflitto mondiale. Ebbe come ospiti alcuni membri del partito nazista e questo diede adito, nel 1937, a una violenta campagna denigratoria contro di lei, voluta dal giornalista Claud Cockburn, che coniò il termine Cliveden set, secondo cui frange dell'aristocrazia e dell'alta borghesia tramavano, dietro le quinte, per una politica filo germanica. Teoria che, pur non trovando mai una conferma ufficiale, fu strenuamente contestata dalla viscontessa Astor, ma finì comunque per incrinare l'alta considerazione che l'opinione pubblica britannica le aveva sempre riservato.

#### La donazione alla National Trust
Nel 1942 gli Astor donarono Cliveden al National Trust a condizione che la famiglia potesse continuare a utilizzare la casa. Nell'eventualità che la famiglia si fosse estinta, gli Astor espressero il desiderio che la struttura venisse utilizzata per promuovere l'amicizia e la comprensione dei popoli degli Stati Uniti d'America e il Canada con gli altri domini del Commonwealth britannico. Con il dono di Cliveden il National Trust ricevette dagli Astor una delle loro più grandi donazioni in denaro (250.000 sterline del 1942, equivalenti a oltre 10 milioni degli inizi del XXI secolo). Gli Astor tuttavia cessarono di vivere a Cliveden nel 1968, poco dopo la morte di Bill Astor.

#### Lo scandalo Profumo
William Astor, conosciuto come Bill, divenne il III visconte Astor nel 1952. Fu l'ultimo della famiglia a vivere a Cliveden. Fu deputato conservatore e successivamente membro della Camera dei Lord. Sebbene abbia ricoperto diversi incarichi di prestigio nell'Establishment britannico, la sua figura fu indissolubilmente legata alle vicende dello scandalo Profumo.
Aveva dato in uso a Stephen Ward, suo osteopata, uno dei cottage della tenuta. Tale iniziativa risultò del tutto inopportuna e destabilizzò sensibilmente l'immagine pubblica dell'illustre personaggio. Questo medico infatti introdusse nel cottage alcune giovani donne di dubbia moralità che incominciarono a frequentare Cliveden, entrando in contatto con i prestigiosi ospiti del visconte Astor. Egli stesso fu coinvolto in una relazione con una delle ragazze, Mandy Rice-Davies. A scatenare lo scandalo fu l'incontro del segretario di stato per gli affari esteri John Profumo, con un'altra delle ragazze, Christine Keeler.
Tali eventi, uniti ai sospetti che il MI5, l'ente per la sicurezza e il controspionaggio del Regno Unito, nutriva nei confronti dello Ward e della Keeler su possibili contatti con spie dell'Unione Sovietica, portarono alla dimissioni dello stesso ministro e alla successiva caduta nel 1963 del governo Macmillan.
Bill Astor, profondamente provato dallo scandalo, morì qualche anno dopo d'infarto ed i familiari decisero di abbandonare definitivamente Cliveden, che dal 1966 fu gestito patrimonialmente dal National Trust ed aperto al pubblico.

### La National Trust (dal 1966)

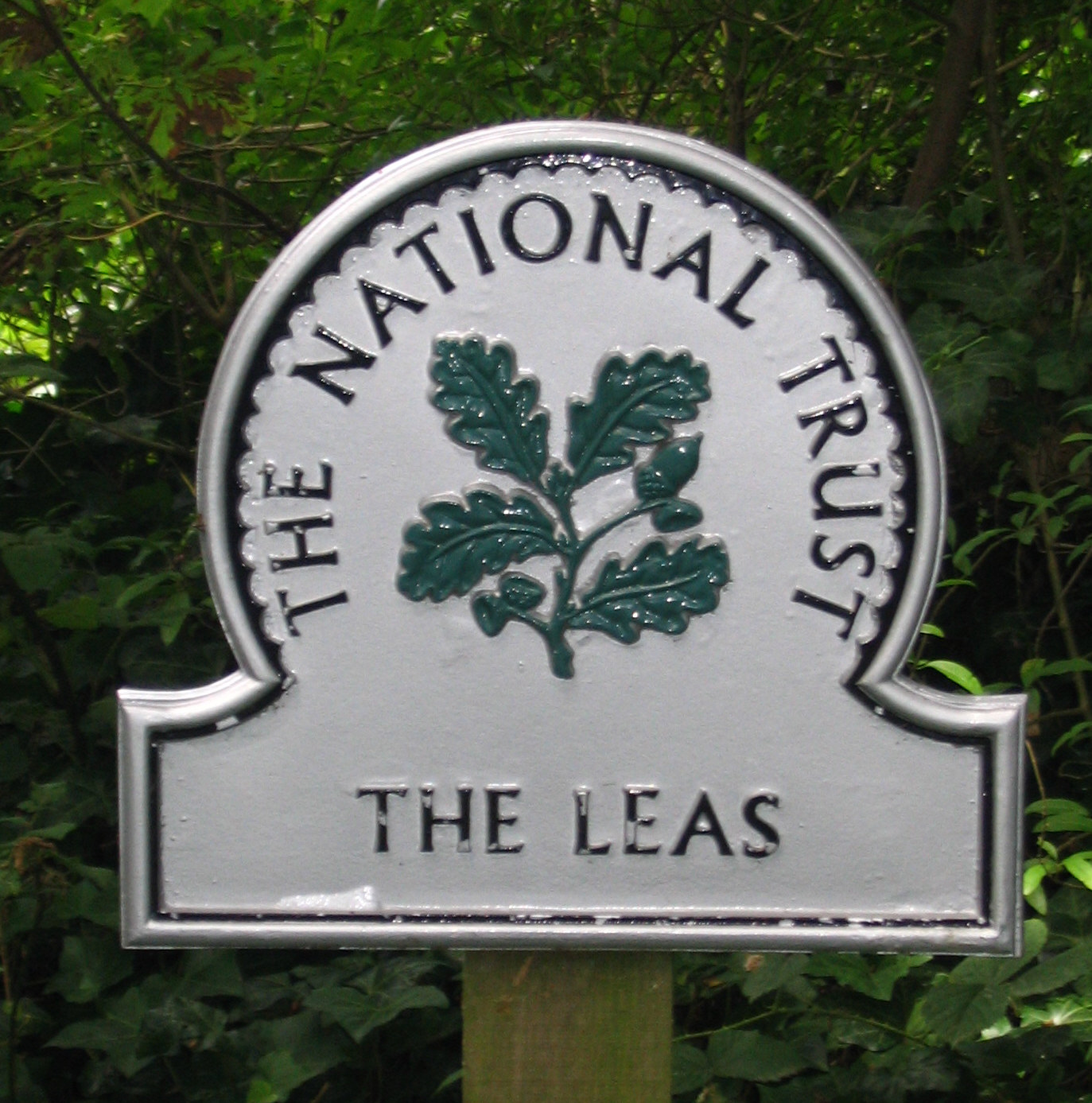
Logo della National Trust

La National Trust ha dato inizio alla storia moderna di Cliveden con l'apertura al pubblico della grande tenuta, che è divenuta meta di turismo nazionale ed internazionale. Ai giardini e alle strutture del parco è stata assicurata una continua manutenzione. La facciata della casa principale è stata restaurata e sul tetto è stata installata una copertura in piombo. Il grande terrazzamento a sud, che rappresenta la più antica struttura dello stabile, è stato interessato da un radicale restauro che ha comportato il totale e provvisorio smantellamento delle due grandi scale provenienti dal giardino. La fine dei lavori è prevista nel 2017, per un costo complessivo di 5 milioni di sterline.
Negli anni settanta la Stanford University della California fece di Cliveden uno dei suoi campus all'estero.

#### L'hotel
Infine, nel 1984 la National Trust ha concesso per 100 anni di locazione lo storico palazzo a una società per azioni chiamata Cliveden House & Pavilion Spa, affinché venga utilizzato come struttura alberghiera. La società, che inizialmente si chiamava Cliveden Hotel Ltd, ha assunto varie denominazioni ed è passata di mano diverse volte, contando tra i suoi proprietari nomi famosi come quello di Bill Gates. Nel 2012 il contratto di locazione è stato acquistato dalla London & Regional Properties, una delle società immobiliari tra le più grandi di Europa.
Gli interni sono stati rinnovati e l'hotel comprende numerose stanze, arredate con mobili antichi in stile edoardiano, ognuna delle quali prende il nome di uno dei precedenti ospiti o proprietari. Sono presenti diverse sale per conferenze e per ricevimenti, oltre a diverse sale da pranzo.
Nel parco l'hotel gestisce anche una villa che si affaccia sul Tamigi, nota con il nome di Spring Cottage.
A sottolineare le caratteristiche lussuose ed esclusive della struttura alberghiera la società ha assunto come motto: Nothing ordinary ever happened here, nor could it, che tradotto significa: "Niente di ordinario è mai successo qui, né potrebbe essere altrimenti".

## La struttura della tenuta
La tenuta si estende per 152 ettari, di cui circa 73 comprendono i giardini, mentre il resto è interessato da boschi e distese erbose. Dal 1966 è aperta al pubblico.

### Il parco
Il principale giardino che è possibile ammirare dall'alto della terrazza della casa si sviluppa per 16 ettari verso sud ed è uno dei più grandi dell'intera tenuta. Nel corso dei secoli è stato oggetto di continue attenzioni.

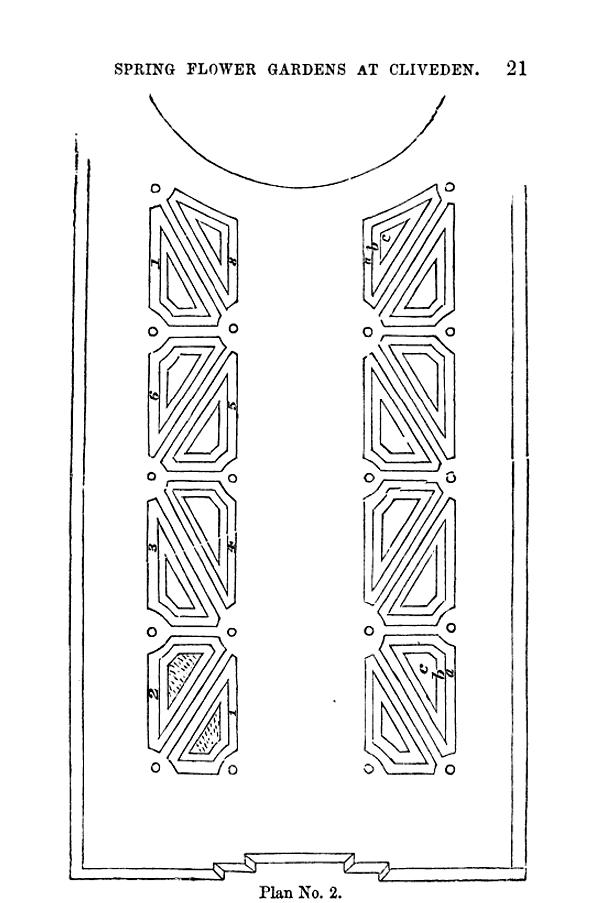
Planimetria del parterre, nel progetto di John Fleming

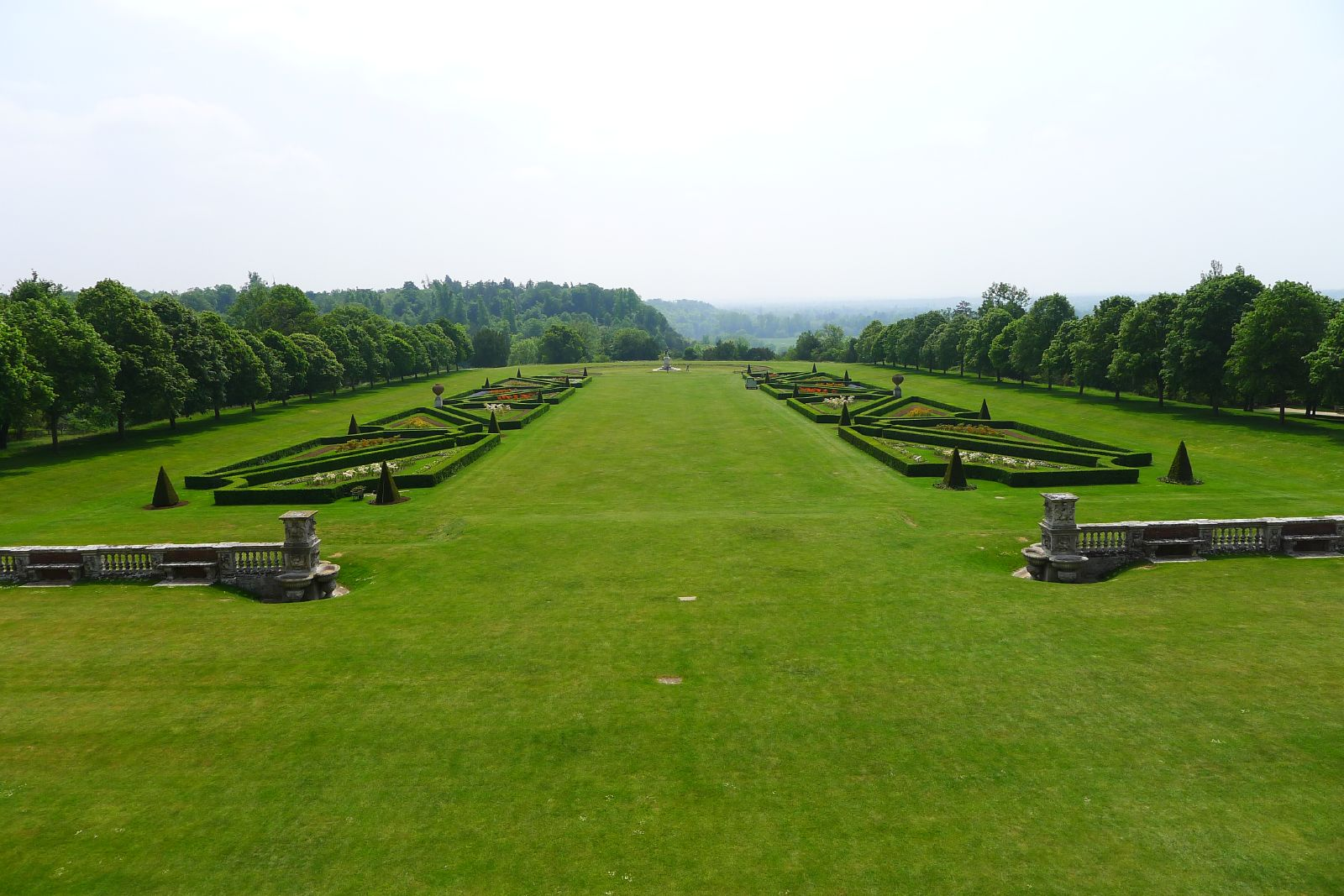
Il parterre visto dalla villa, restaurato secondo l'impianto originario dell giardiniere John Fleming nel XIX secolo

La prima organizzazione dell'ampio altopiano che si sviluppa di fronte al grande palazzo ebbe luogo nel 1723, ad opera di George Hamilton, I conte di Orkney. Sebbene avesse inizialmente dato l'incarico per un progetto sistematico ed elaborato del parterre a Claude Desgost, nipote di André Le Nôtre, entrambi noti per i lavori eseguiti a Versailles, Lord Hamilton alla fine decise di adottare un piano molto più semplice e sobrio: una grande distesa erbosa, affiancata su entrambi i lati da una serie di olmi, oltre i quali si dispiegavano due lunghi viali in terra battuta e pietrisco. A chiudere la distesa erbosa una pista circolare, usata come una sorta di maneggio dai proprietari per esercitarsi con i propri cavalli.
Per la semplicità che lo contraddistingueva il conte di Orkney aveva soprannominato il giardino il suo Quaker parterre (un giardino sobrio come un quacchero).
Questa conformazione del parterre è rimasta inalterata fino alla metà del XIX secolo, quando Lord Ronald Gower, figlio secondogenito del duca di Sutherland, che aveva definito l'impianto come "una prateria [...] un'enorme distesa di erba e fiori di campo", diede incarico al giardiniere John Fleming di progettare un giardino più elaborato e vivace. il risultato fu l'impianto di due larghe distese di aiuole articolate in forme geometriche a forma di cuneo, che insistevano ai lati di un vasto prato centrale. Le aiuole prevedevano un mix di piante stagionali e arbusti alternati a fiori da bulbo come gladioli, tulipani, alcea rosea, viole del pensiero, azalee e innumerevoli altri fiori ornamentali. Inoltre Fleming instaurò a Cliveden l'uso del Carpet Bedding, ovvero l'uso di tenere sempre le aiuole adornate di colori, mediante il continuo reintegro della vegetazione con fiori in boccio e piantine gemmate.
Fleming a conclusione del suo lavoro scrisse un libro, Winter and Spring Flower Gardening, dedicandolo ad Harriet duchessa di Sutherland, dove tutti i particolari del progetto sono ben documentati.
In epoca più recente, nel 1976, la National Trust ha piantato agli angoli di ciascuna aiuola alberi di tasso, potati a forma di piramidi. Nello stesso periodo le aiuole erano adornate con semplici piante grigio argento di Senecio "Sunshine" e Santolina, ammassate tra di loro. Conformazione rimasta inalterata fino al 2010, quando è stato deciso di ripristinare lo schema ottocentesco originale, seguendo le istruzioni di Fleming, sulla tecnica del Carpet Bedding.

### I giardini tematici
- The long garden. Il cosiddetto "Giardino lungo" è un giardino voluto da lord Astor nel 1896. Ricorda l'impostazione dei giardini all'italiana visitati ed ammirati dal visconte in età giovanile. Sul suolo insistono numerose piante di bosso, che con la tecnica dell'Ars topiaria, introdotta dalla giardiniera Norah Lindsay, rappresentano prevalentemente figure di animali, come pavoni o altrimenti oggetti di varia natura. Lunghe aiuole contengono al loro interno fiori di ogni colore ed in primavera si può assistere alla fioritura di gladioli, tulipani, dalie e giacinti, con la messa dimora di oltre 20.000 bulbi. Nel giardino è conservata una collezione di sculture del XVIII secolo, che rappresentano personaggi della commedia dell'arte.

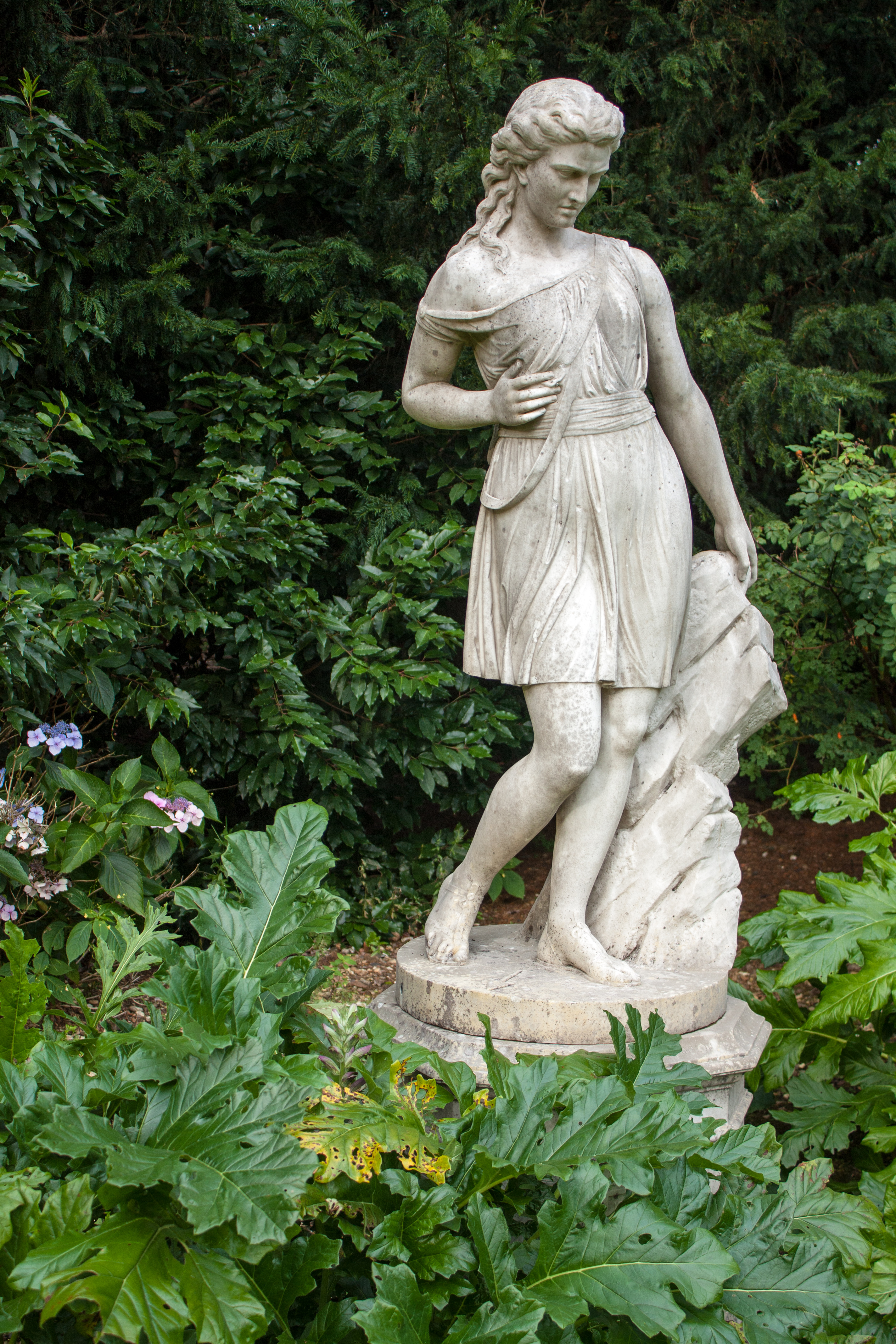
Statua nel giardino segreto

Statua nel giardino segreto All'estremità orientale sono ubicate la statua di Nautica, simbolo della navigazione, e quella di Marco Polo.
Sono presenti anche due antiche sculture egizie rappresentanti due babbuini.[40]
- The water garden. Sempre voluto da lord Astor è un giardino in stile giapponese con un isolotto al centro di un laghetto, dove insiste una piccola pagoda a sei lati. Il manufatto fu creato inizialmente per l'esposizione universale di Parigi. Pervenuto successivamente al marchese di Hertford per la sua villa di Bagatelle, fu acquistato dal visconte Astor che lo ritenne ideale per costruirvi intorno un giardino orientale, dove far prosperare ciliegi e aceri giapponesi e una miriade di piante orientali come il bambù, il ginkgo e intere distese di iris: tutte piante a fioritura prevalentemente primaverile, secondo la tradizione giapponese dell'Hanami.[41]
- The Rose Garden o giardino segreto, già esistente ai tempi del conte di Orkney, fu reimpiantato dagli Astor negli anni cinquanta del XX secolo secondo il progetto di Sir Geoffrey Jellicoe. Comprendeva oltre 900 piante di rose di vari colori e forma. Una diffusa malattia ne ha però compromesso la sopravvivenza. La coltivazione di rose è stata sostituita ne 1970 da un giardino di piante erbacee, distese a cespugli, con l'obiettivo di creare un suggestivo angolo intimo e riservato.
Nel 2013 la National Trust ha varato una nuova iniziativa che ha come obiettivo il reintegro delle rose come nel progetto originario.[42]
- The round garden. Nel corso dei vari interventi di ripristino delle antiche strutture del parco è stato rinvenuto, nei pressi del confine orientale della tenuta, un antico frutteto ornamentale ormai quasi completamente sepolto dalla flora selvatica. Questo frutteto, piantato nel XVIII secolo probabilmente dai duchi di Sutherland, aveva una pianta circolare e gli alberi crescevano sostenendosi all'interno di una complessa struttura di metallo, il cui diametro era di oltre ottanta metri e comprendeva circa 230 archi in ferro battuto alti due metri che formavano dei cerchi concentrici. Rappresenta l'unico frutteto di questo tipo sopravvissuto in epoca moderna nel Regno Unito. Vi erano coltivati circa 500 alberi di mele, pere, susine e ciliegie, e vi si trovavano anche frutti di bosco come fragole e ribes. Molte delle piante originarie, vecchie di oltre 150 anni, sono andate perdute. Dal 2011 è in corso un'opera di restauro per ripristinare la struttura del giardino così come era nella sua antica conformazione.[43]

### Il bosco

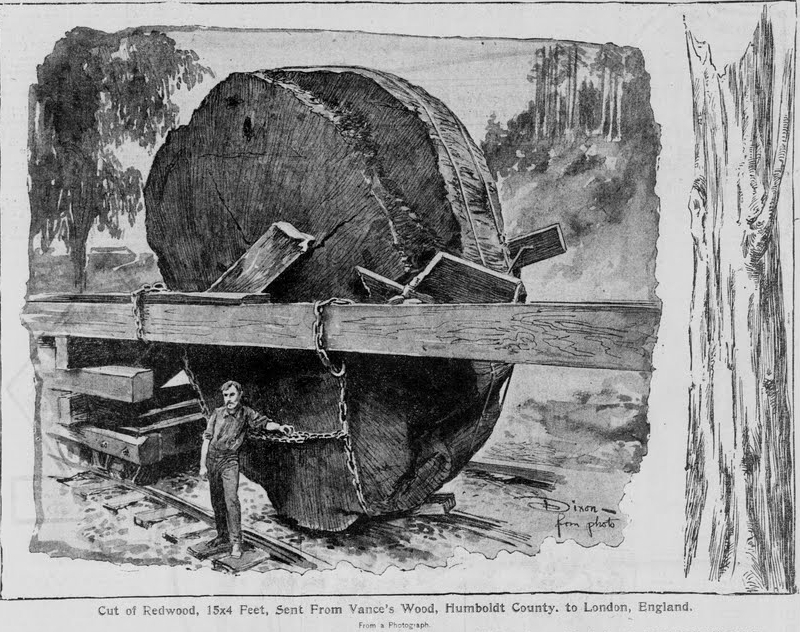
La sezione di Sequoia in viaggio per Cliveden nel 1899

Il bosco non è mutato molto da quello esistente ai tempi del conte di Orkney del XVII secolo, che sullo sterile sperone roccioso digradante verso il Tamigi, aveva piantato una moltitudine di alberi, in linea con la flora caratteristica della regione, tra cui i più comuni sono olmi, faggi, cedri, querce e lecci. Cliveden può vantare inoltre una collezione di piante di catalpa tra le più vaste della Gran Bretagna.
Nel 1899, con una scelta eccentrica, il primo visconte Astor importò a scopo ornamentale dagli Stati Uniti la sezione di un albero Sequoia californiano, le cui dimensioni raggiungevano il diametro di cinque metri.
Successivamente anche Bill Astor si cimentò in una vasta opera di rimboschimento, opera continuata anche dalla National Trust che ha provveduto al reimpianto delle faggete, che in buona parte erano andate distrutte in una grande tempesta del 1987 che interessò anche la zona di Cliveden.
A disposizione del pubblico sono stati tracciati dei percorsi per lunghe passeggiate che si possono effettuare nell'intricato sottobosco o lungo il corso del fiume.

### Il labirinto
Il labirinto di Cliveden, voluto e progettato da lord Astor, fu messo a dimora nel 1894. Intorno alla metà del XIX secolo iniziò il suo declino e rimase in stato di abbandono fino al 2011 con le piante che, inselvatichite, avevano invaso il percorso.
Il restauro ha comportato il reinserimento di 1100 piante di tasso alte circa un metro e novanta, altezza studiata per impedire la soluzione visiva del tracciato. Le siepi inoltre sono racchiuse tra ringhiere metalliche, dentro le quali le piante costituiscono una barriera impenetrabile.
La sua estensione di oltre 1,2 ettari rende particolarmente difficile la soluzione del percorso, pieno di vicoli ciechi.

### Templi e padiglioni

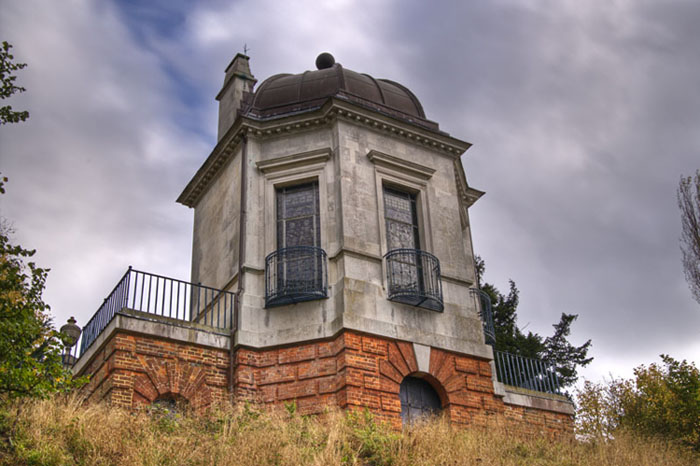
Il tempio ottagonale

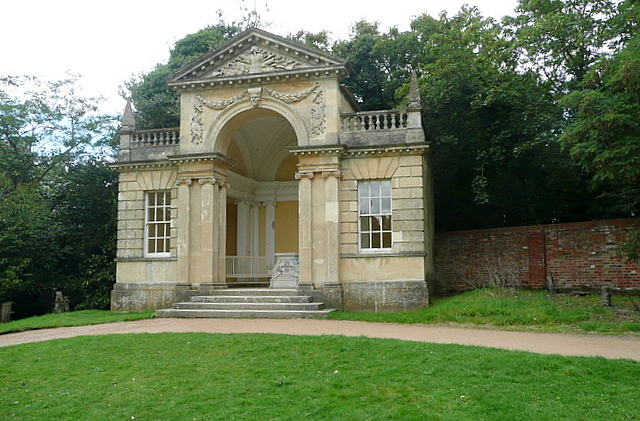
Il padiglione Blenheim

I primi edifici costruiti nel parco di Cliveden furono entrambi progettati da Giacomo Leoni per George Hamilton, I conte di Orkney.
Il Padiglione Blenheim (1727) fu costruito per commemorare la vittoria che lord Orkney, come generale, ebbe nella battaglia di Blenheim.
Il "Tempio Ottagonale" (1737), poco lontano dal parterre antistante il palazzo, fu concepito inizialmente come un gazebo che, situato su un costone roccioso, dominava il Tamigi da un'altezza di oltre sessanta metri.
Successivamente il I lord Astor decise di utilizzarlo come cappella e cripta di famiglia. Il luogo è rimasto di loro proprietà e vi riposano tre generazioni della famiglia Astor.
Il suo interno è particolarmente suggestivo. Le pareti e la cupola sono adornati da scene religiose, realizzate con mosaici policromi. Le ampie finestre furono impreziosite con vetrofanie della Clayton and Bell.
Nel sottobosco, defilato, lungo un vialetto è stato costruito un eccentrico tempietto, realizzato esclusivamente con selci, denominato Flint folly.

### Le fontane

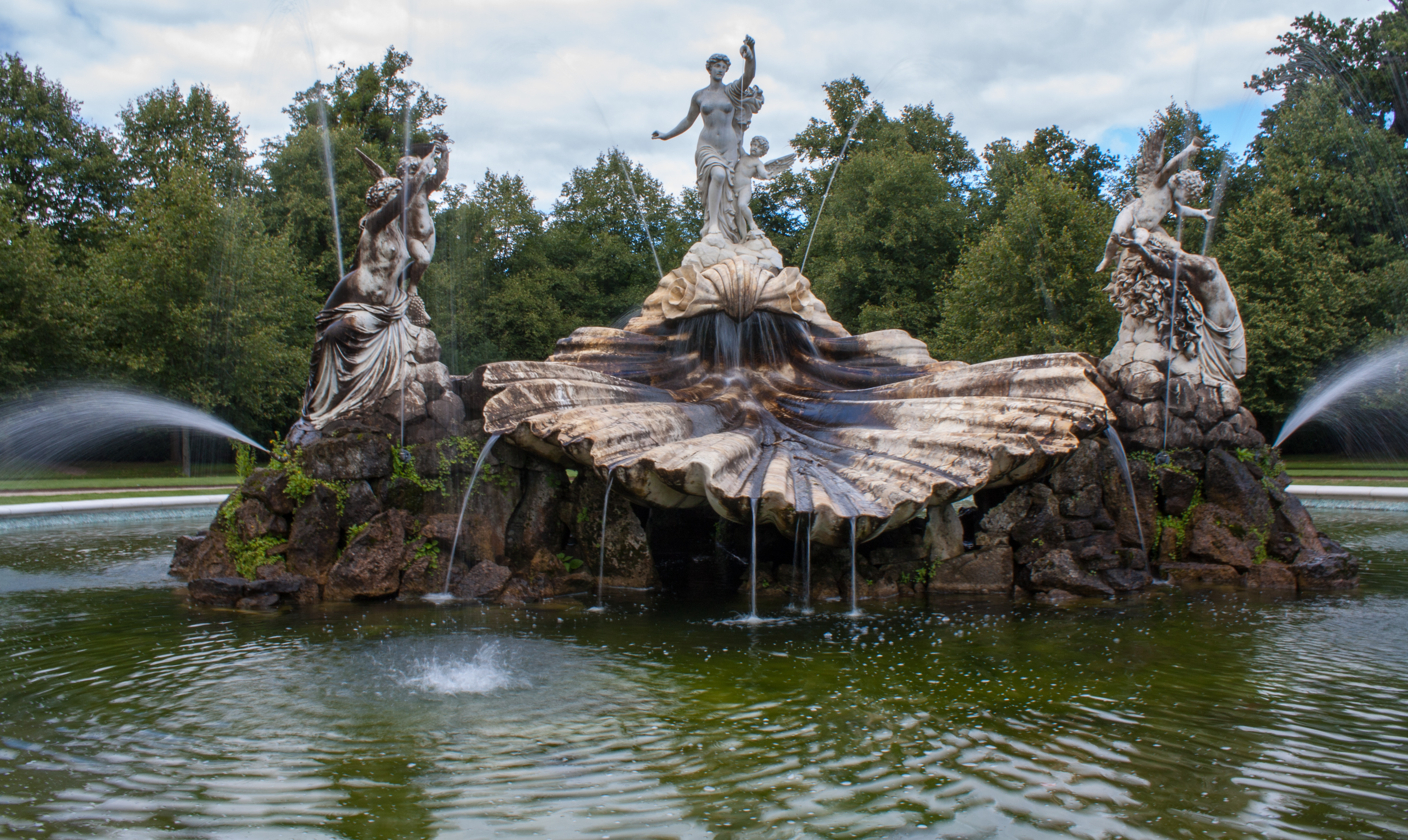
Fontana dell'amore

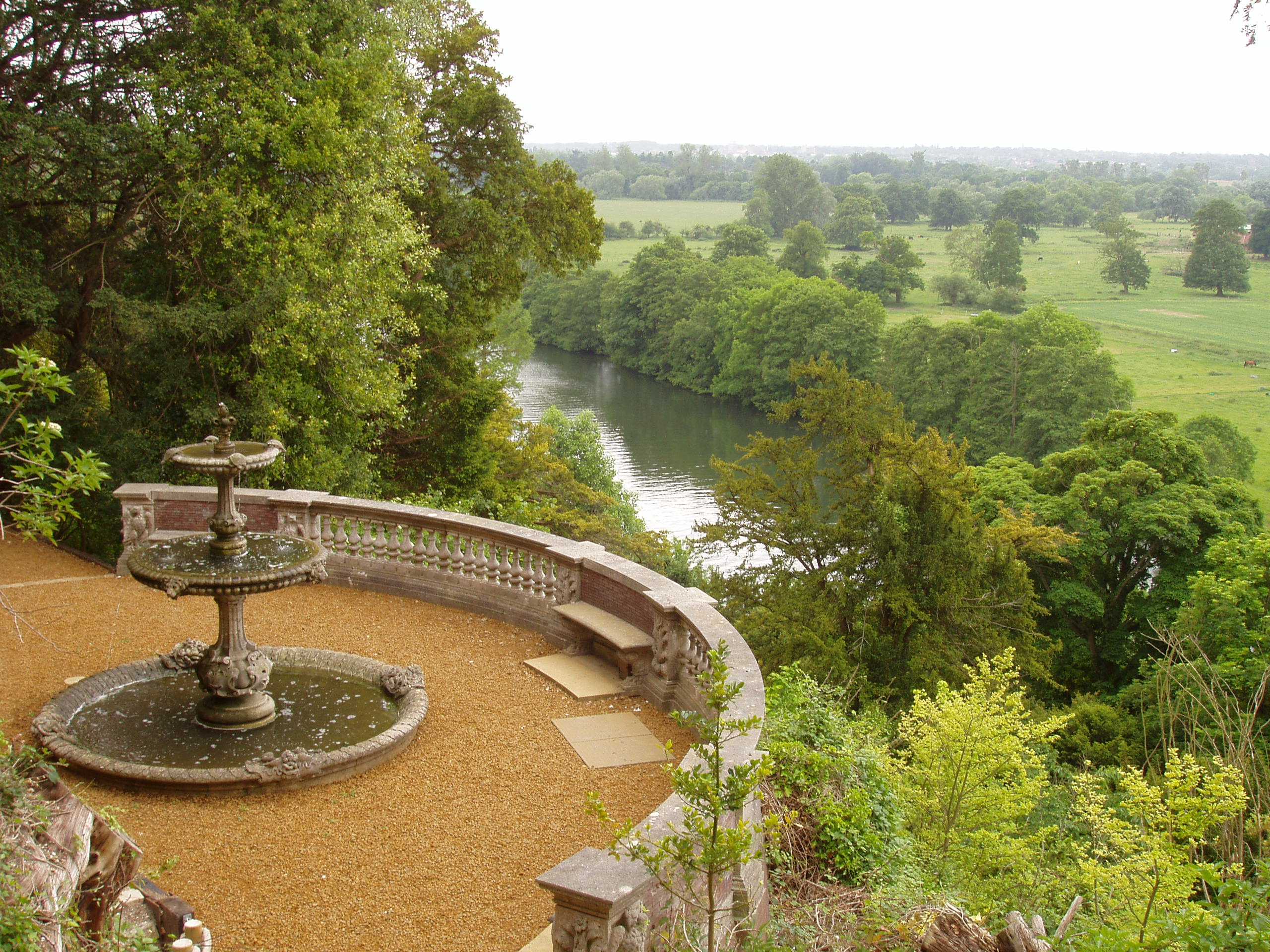
Fontana delle tartarughe

Tra le molte ed importanti grandi opere d'arte presenti nei giardini di Cliveden, sicuramente sono da ricordare per la loro bellezza le fontane eseguite dallo scultore americano naturalizzato italiano Thomas Waldo Story.
Furono realizzate a Roma, su commissione di lord William Waldorf Astor e poi trasportate nella sua nuova residenza inglese nel 1897.
La prima, più imponente, è stata collocata alla fine del grande viale che dal parterre della casa portava nel bosco. Chiamata la fontana dell'amore, insiste su una grande conchiglia di marmo di Carrara sulla quale si elevano tre figure femminili a grandezza naturale accompagnate da altrettanti cupidi.
Prese il posto della statua ivi collocata del duca di Sutherland, che ora si trova ai margini del bosco.
L'altra fontana è la Tortoise fontain, che se pure di fattura più semplice si ispira alla Fontana delle Tartarughe di Roma.
Poco lontana dal parterre è collocata su una piccola terrazza panoramica da cui si possono vedere il Tamigi e la campagna circostante.

### La collezione di sculture

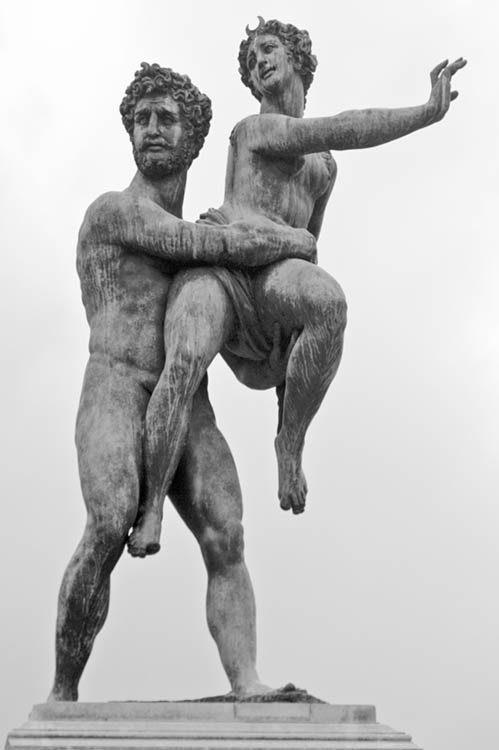
Il ratto di Proserpina

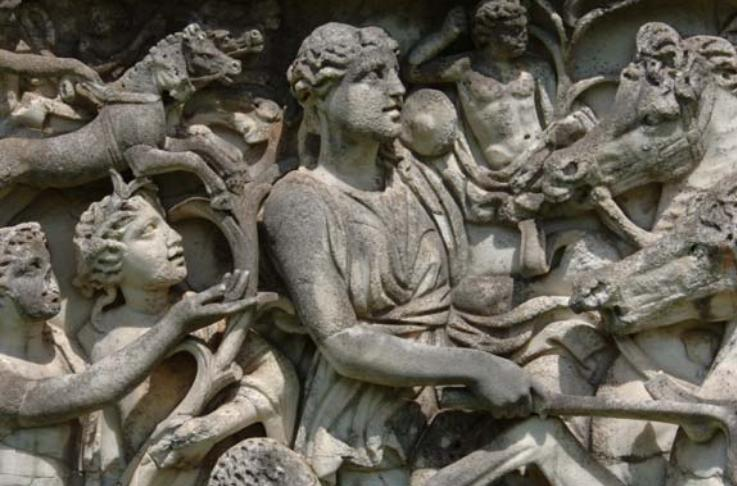
Sarcofago di Endimione (particolare)

Sparsi un po' ovunque si possono trovare pozzi ornati da bassorilievi e grandi orci di terracotta provenienti da giardini di Roma e Venezia.
Lungo uno dei viali della villa si incontra un imponente vaso, che per tradizione si ritiene sia un dono della regina Anna fatto al I Conte di Orkney nel XVIII secolo. Il cosiddetto Queen Anne Vase è collocato su un grande piedistallo ornato con motivi alla greca.
All'estremità sud del parterre, al centro della pista circolare, risaltava il gruppo bronzeo "Il ratto di Proserpina" dello scultore fiorentino Vincenzo de' Rossi, datato 1565. La scultura fu una delle tante opere acquistate dal I lord Astor.
Non è noto da dove provenisse, sembra tuttavia che dovesse originariamente far parte di una fontana di qualche villa privata.
La National Trust, nel 1989, constatato il precario stato di conservazione del manufatto, esposto alle intemperie per oltre 400 anni, decise di spostarlo al Victoria and Albert Museum, rimpiazzando l'originale con una copia.
Nel piazzale sono conservati otto sarcofagi romani acquisiti sempre per opera di lord William Waldorf Astor.
Sono tutti databili tra il I e il III secolo e sono tutti adornati con bassorilievi di pregevole fattura. Rappresentano scene della mitologia greca, scene di caccia e altro. Tra di essi spiccano, per la loro bellezza, quelli del mito di Endimione e quello del mito di Teseo e Arianna.

### La balaustra Borghese
La balaustra Borghese è un'altra scultura di notevole fattura, che per la sua grandezza rappresenta un'altra delle sfide che lord Astor ha affrontato per abbellire la sua nuova residenza.

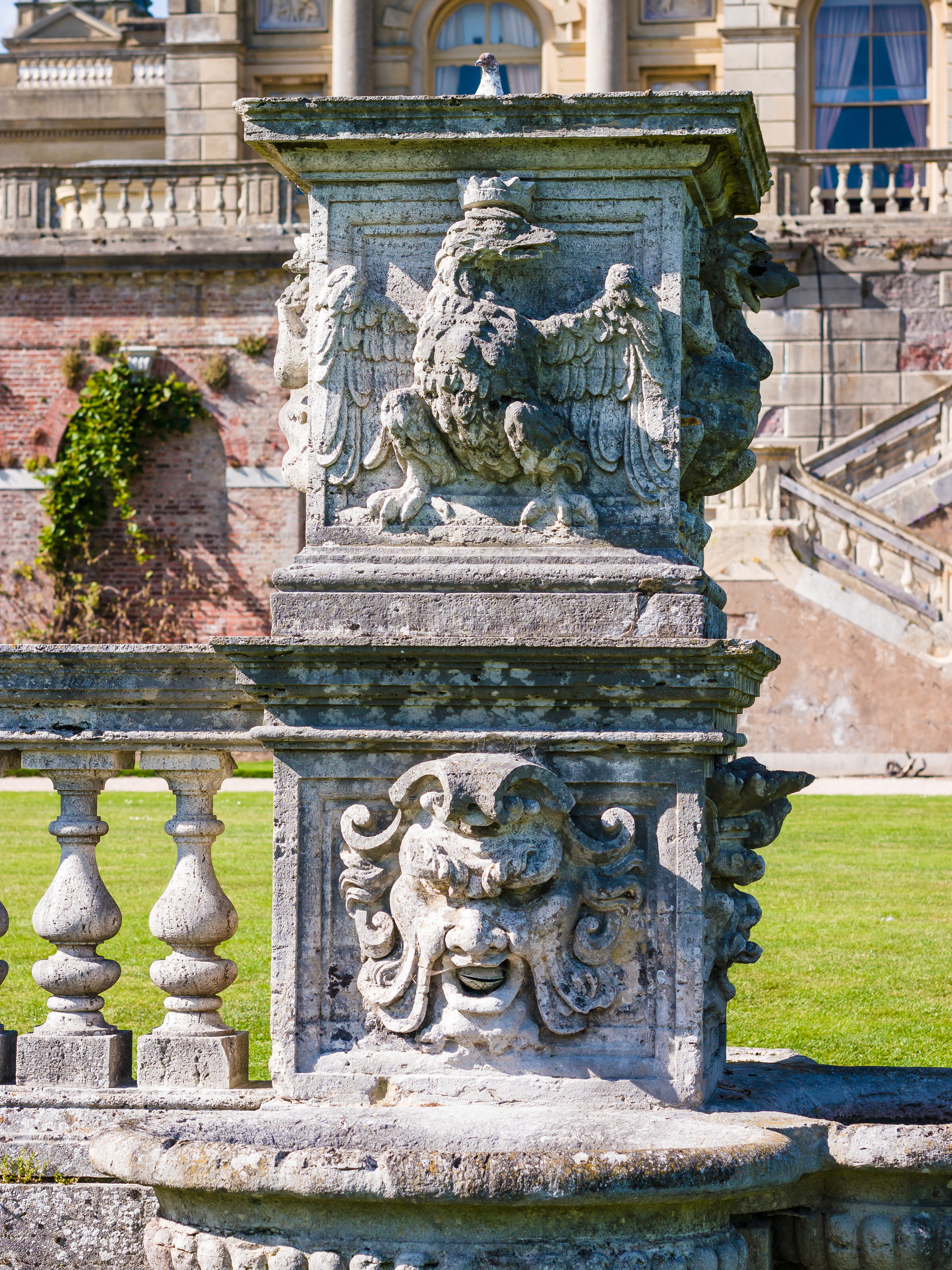
Balustra Borghese (particolare)

Ammirata nelle sue passeggiate giovanili, decise di acquistarla quando il principe Camillo Borghese, alla fine del XIX secolo, decise di vendere allo stato italiano la sua grande villa alle porte di Roma.
La balaustra Borghese una volta smontata fu trasferita a Cliveden e collocata nello spazio antistante il palazzo, per costituire un primo intimo spazio prima di raggiungere il grande giardino. 

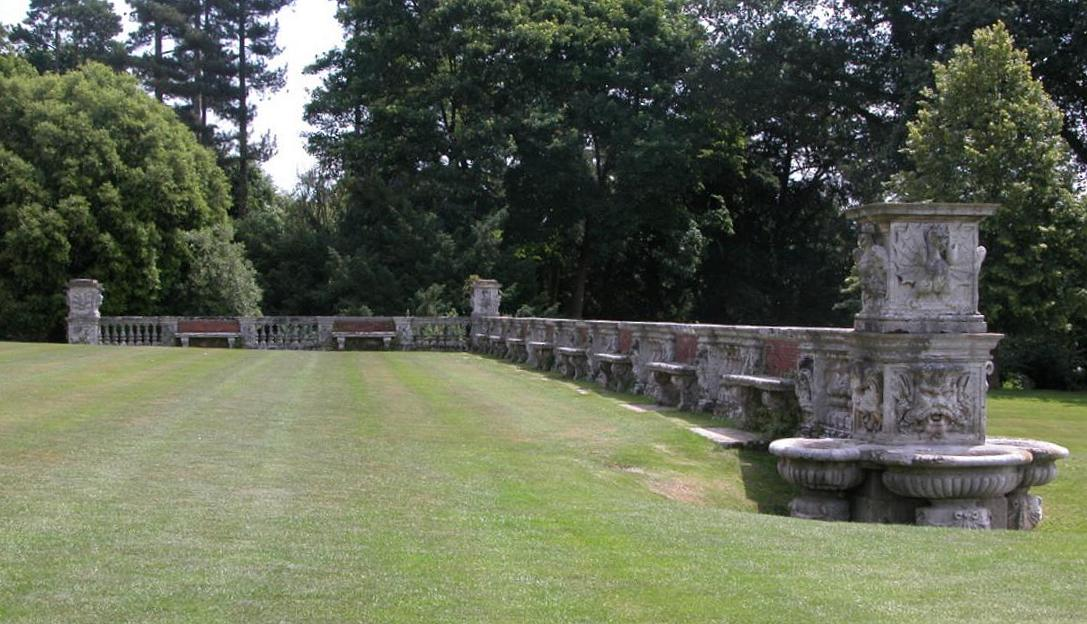
La balaustra Borghese con i suoi sedili

Costruita nel 1619 su disegno di Giovanni Vasanzio dagli scalpellini Giuseppe Di Giacomo e Pietro Massone era composta da una serie di colonnine di travertino alternate a piccoli muretti di mattoni in cotto su cui erano inseriti sedili sempre in pietra di travertino.
Alle estremità erano presenti pilastri adornati con fontanelle a mascherone e sculture di aquile e draghi, simboli araldici dello stemma Borghese.
Una cronaca dell'epoca così la descriveva:
(Cronaca del '600 in Antonella Candelori e Dario Somigli, Le fontane di Roma, Fratelli Melita Editori, La Spezia 1989, p. 121..)
Al visconte Astor non fu consentito di trasferire le sei statue che ornavano le estremità e gli angoli dell'antico manufatto. Le sei sculture che rappresentavano figure femminili rimasero a Roma, dove furono riposizionate sulla copia della balaustra che a villa Borghese andò a sostituire l'originale.
Il manufatto tuttavia portò con sé un'insolita sorpresa. Nel 2004, durante dei lavori di restauro, fu casualmente trovata una colonia di piccole lumache di origine mediterranea, totalmente estranee alla fauna delle isole britanniche. Si trattava della Papillifera papillaris.
La scoperta, del tutto imprevedibile, avvenne durante le opere di conservazione e manutenzione dell'edificio. Fu ritrovata vicino a una finestra del primo piano del palazzo, ma le ricerche effettuate dallo studioso della National Trust, Mattew Oates, accertarono che la lumaca proveniva dalla balaustra Borghese, dove aveva vissuto in isolamento per oltre 110 anni.
Imbarcata "clandestinamente" sulla nave che portò il manufatto dall'Italia, giunse a Cliveden. Questa particolare specie di lumaca "italiana" è molto comune nel Mediterraneo e si può trovare sui muri o negli interstizi di pietra. È riuscita a sopravvivere nella sua dimora originaria, la balaustra, nonostante le rigide temperature invernali e si è perfettamente adattata al nuovo ambiente, incominciando a trasferirsi in altri luoghi.

### Lo Spring cottage

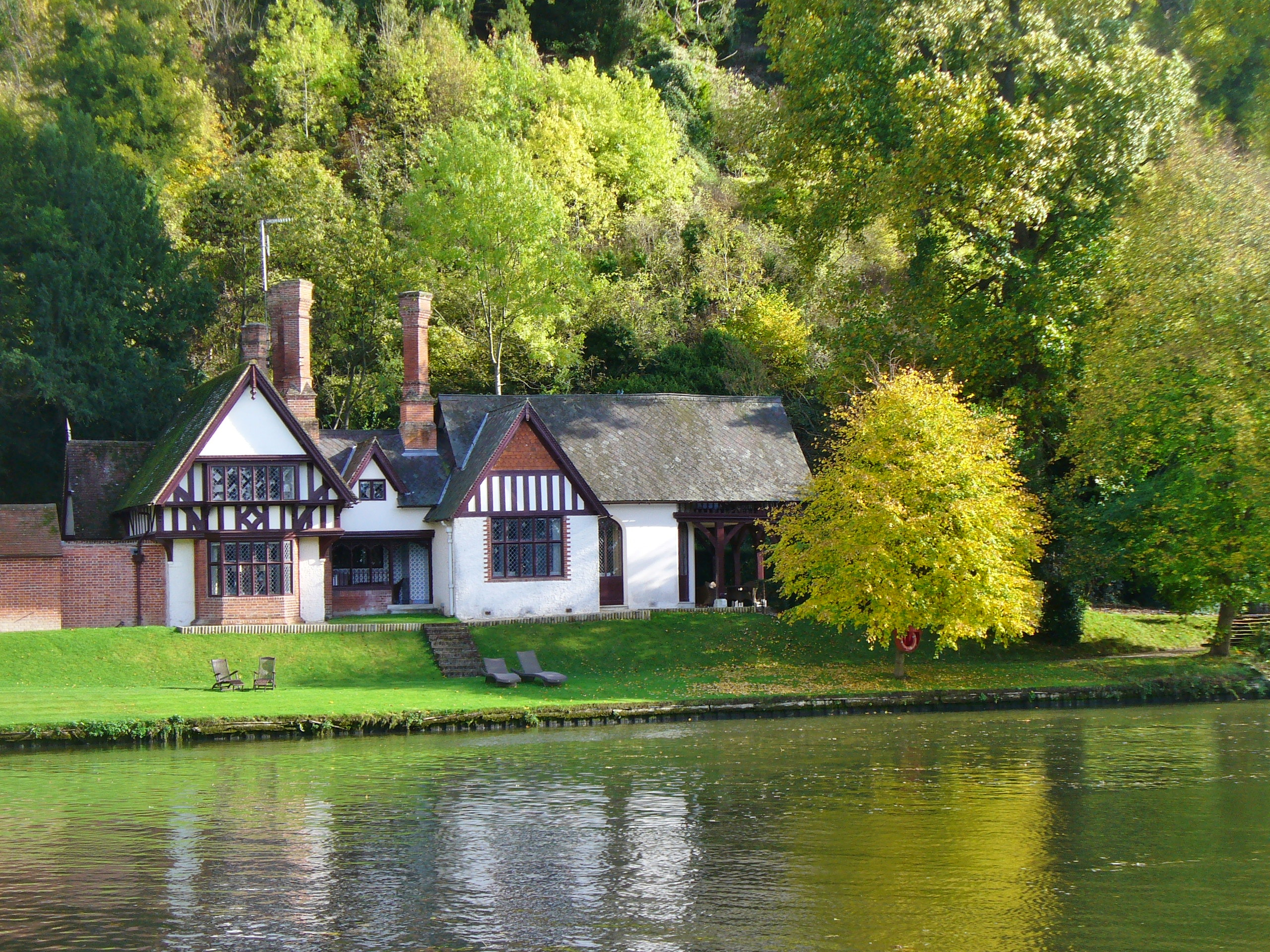
Lo Spring cottage

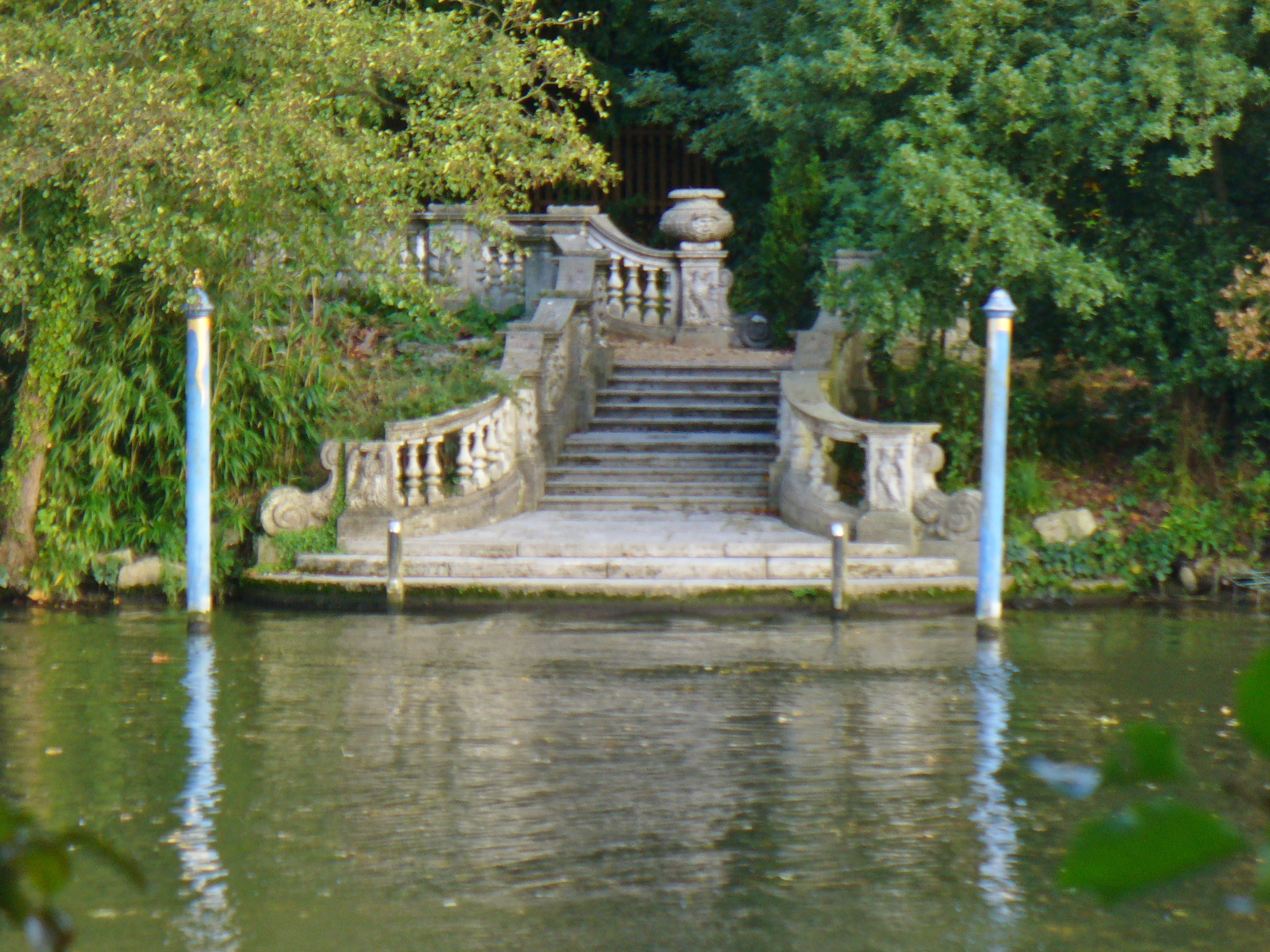
La scala di marmo del pontile sul Tamigi

Lo Spring cottage è la più grande e articolata delle quattro case a graticcio progettate dall'architetto George Devey per il duca di Sutherland. Si trova sulle rive del Tamigi. Inizialmente al suo posto c'era un piccolo padiglione in stile gotico, a pianta ottagonale con soffitto intonacato, progettato e realizzato nel 1813 dall'architetto Peter Nicholson per conto di lady Mary, quarta contessa di Orkney. Veniva utilizzata come casa da tè e come una sorta di centro benessere per gli ospiti, che poco distante potevano usufruire delle acque termali, provenienti dalle rocce circostanti.
Nel 1857, sotto la direzione dell'architetto Devey, l'edificio è stato ristrutturato e trasformato in un'ampia casa a graticcio disposta su due piani con tetti spioventi ricoperti di ardesia. Disponeva di un piccolo loggiato in stile gotico e una scala esterna che portava ad un piccolo balcone.
Poco distante vi è una pregevole scalinata di marmo, modellata sullo stile della balaustra Borghese, con la funzione di imbarcadero per l'accoglienza degli ospiti che giungevano attraverso il fiume.
Durante il corso del XIX secolo lo Spring cottage è stato un luogo di svago spesso utilizzato da ospiti illustri, tra i quali anche la regina Vittoria, amica di lady Harriet, duchessa di Sutherland.
Il cottage è stato anche il luogo dove, a cavallo degli anni cinquanta e sessanta, è stato ospite degli Astor il medico osteopata Stephen Ward, che poi fu coinvolto nelle note vicende dello scandalo Profumo.
L'edificio per le sue particolari caratteristiche figura nella lista degli edifici storici del Regno Unito.
Nel 1997 il contratto di affitto dello Spring cottage è stato acquisito dalla società alberghiera Cliveden House & Pavilion Spa, che ne ha curato il restauro. Riaperto nel 1998 è divenuto un luogo di eccellenza. Indipendente ed esclusivo offre gli stessi standard del vicino hotel.

### Le Génie de la Liberté

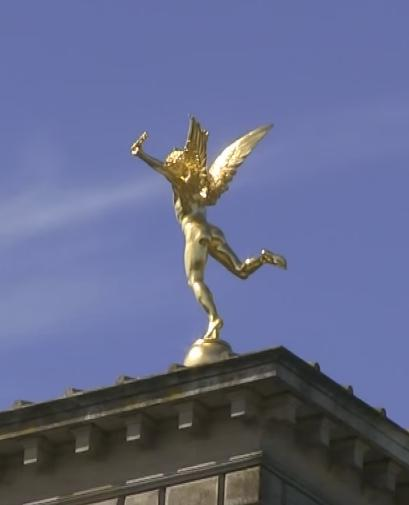
Le Génie de la Liberté a Cliveden

La torre dell'orologio alta trenta metri che affianca il grande palazzo e realizzata per volontà del II duca di Sutherland ha come elemento decorativo, al posto della guglia, una figura alata maschile. Quest'ultima è una copia moderna della statua realizzata nel XIX secolo da Augustin Dumont de Le Génie de la Liberté ("lo Spirito di Libertà"). L'originale è in cima alla Colonna di luglio in Place de la Bastille a Parigi.
Il manufatto presente sulla torre dell'Orologio di Cliveden, in effetti, sostituisce la precedente versione, caduta a causa delle intemperie, durante una tempesta nel 1950. La nuova statua è realizzata in bronzo ed è stata creata usando gli stampi originali usati da Dumont, che si trovano nel museo a Semur-en-Auxois in Francia.
Misura 2 metri e venti centimetri di altezza ed è coperta da due strati di pellicola d'oro da 23,5 carati. Si tratta di una scultura allegorica che detiene la fiaccola della civiltà nella sua mano destra e la catena rotta della schiavitù in quella sinistra ed è stata posta sulla torre nella primavera del 2012.

## Nella cultura di massa

### Film e televisione
- Nel film del 2004 Thunderbirds, Cliveden viene utilizzata come Creighton-Ward Mansion, ovvero la ricca dimora per Lady Penelope.
- La casa è anche nel film del 2005 Lady Henderson presenta.
- La casa e i giardini sono presenti nel film bollywoodiano del 2001, Yaadein.
- Nel film dei Beatles, Aiuto! del 1965, le scene che avrebbero dovuto ambientarsi a Buckingham Palace sono state girate a Cliveden.
- La casa appare nel film inglese Don't Lose Your Head del 1960.
- The Card (o The Promoter) film del 1952 interpretato da Alec Guinness.
- Il tratto del Tamigi a Cliveden appare sia nel film del 1992 Chaplin, che Carrington del 1995.
- Nel film del 2008, Un amore di testimone, i quadri di Cliveden appaiono nella biblioteca di un sacerdote a New York.
- Cliveden inoltre ha fatto da sfondo in alcune scene nel film Una Rolls-Royce gialla con Rex Harrison, George C. Scott, e Shirley MacLaine.
- Nel film Scandal - Il caso Profumo, storia della vicenda Profumo, vengono descritti i fatti avvenuti a Cliveden, ma il film non è stato realizzato nella tenuta.
- L'ingresso principale del palazzo appare nel film del 1978 Assassinio sul Nilo.
- L'interno e gli esterni dello Spring Cottage appare nelle serie televisiva inglese del 2005 le Cards on the Table, novella di Agatha Christie.
- La sala da pranzo francese appare nel film del 2009 Sherlock Holmes (film 2009) .
- La casa appare nella serie televisiva della BBC del 1982 intitolata Nancy Astor.
- Il giardino e gli interni dello Spring Cottage, compresi i luoghi lungo il fiume, sono utilizzati nel film del 1986 Agatha Christie: Caccia al delitto.
- Appare nel film del 1975 sulla seconda guerra mondiale Operazione Daybreak, basato sull'operazione Anthropoid.
- Appare nel film del 1973 Frankenstein: The True Story del regista Jack Smight interpretato da James Mason.

### Letteratura
- Nel dodicesimo capitolo di Tre uomini in barca romanzo di Jerome K. Jerome del 1889 descrive Cliveden Reach scrivendo "... bellezza incontaminata, questo è, forse, il più dolce tratto del tutto il fiume ...".
- In Boogie Up the River, romanzo del 1989 di Mark Wallington, l'autore ripercorre il viaggio di Jerome per celebrare il suo centenario e descrive, nel quinto capitolo, il tratto del Tamigi dove si affaccia Cliveden.
- Il poeta Alexander Pope nelle Moral Essays scrive del 1730 scrive della focosa relazione tra il duca di Buckingham e Anna, contessa di Shrewsbury.
- Daniel Defoe accenna a Cliveden, come era nella sua prima realizzazione nel suo romanzo del 1726 A Tour Through England and Wales.
- Gore Vidal nel suo romanzo del 1948, La statua di sale, fa riferimento al Cliveden set.